# Saint-Ouen-l'Aumône
Pour les articles homonymes, voir Saint-Ouen et aumône (homonymie).
Saint-Ouen-l'Aumône est une commune du Val-d'Oise, faisant partie de la communauté d'agglomération de Cergy-Pontoise et située au bord de l'Oise.
Ses habitant(e)s sont les Saint-Ouennais(es).

## Géographie

### Localisation
Située sur la rive gauche de l'Oise, en face de Pontoise, elle fut à l'origine un faubourg agricole puis (après 1860) ouvrier de celle-ci. Aujourd'hui, elle fait partie de l'agglomération de la ville nouvelle de Cergy-Pontoise. Saint-Ouen-l'Aumône abrite depuis le milieu des années 1980 l'une des plus importantes zones d'activités d'Europe qui finance en partie la communauté d'agglomération de Cergy-Pontoise via la contribution économique territoriale (CET). La ville est également située au cœur de plusieurs réseaux ferroviaires (vers Creil au nord, Argenteuil et Paris au sud) avec plusieurs gares.

### Communes limitrophes
|          | Auvers-sur-Oise     |               |
| Pontoise | Saint-Ouen-l'Aumône | Méry-sur-Oise |
| Éragny   | Herblay-sur-Seine   | Pierrelaye    |

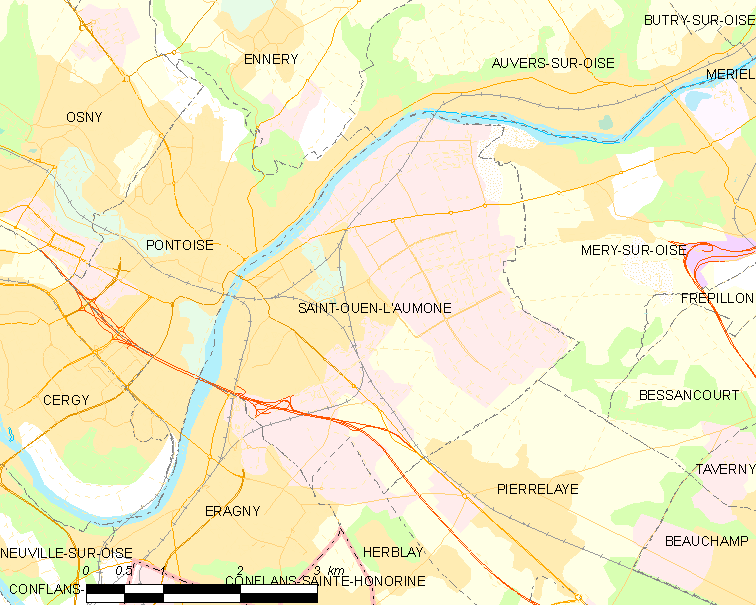
Carte de la commune.
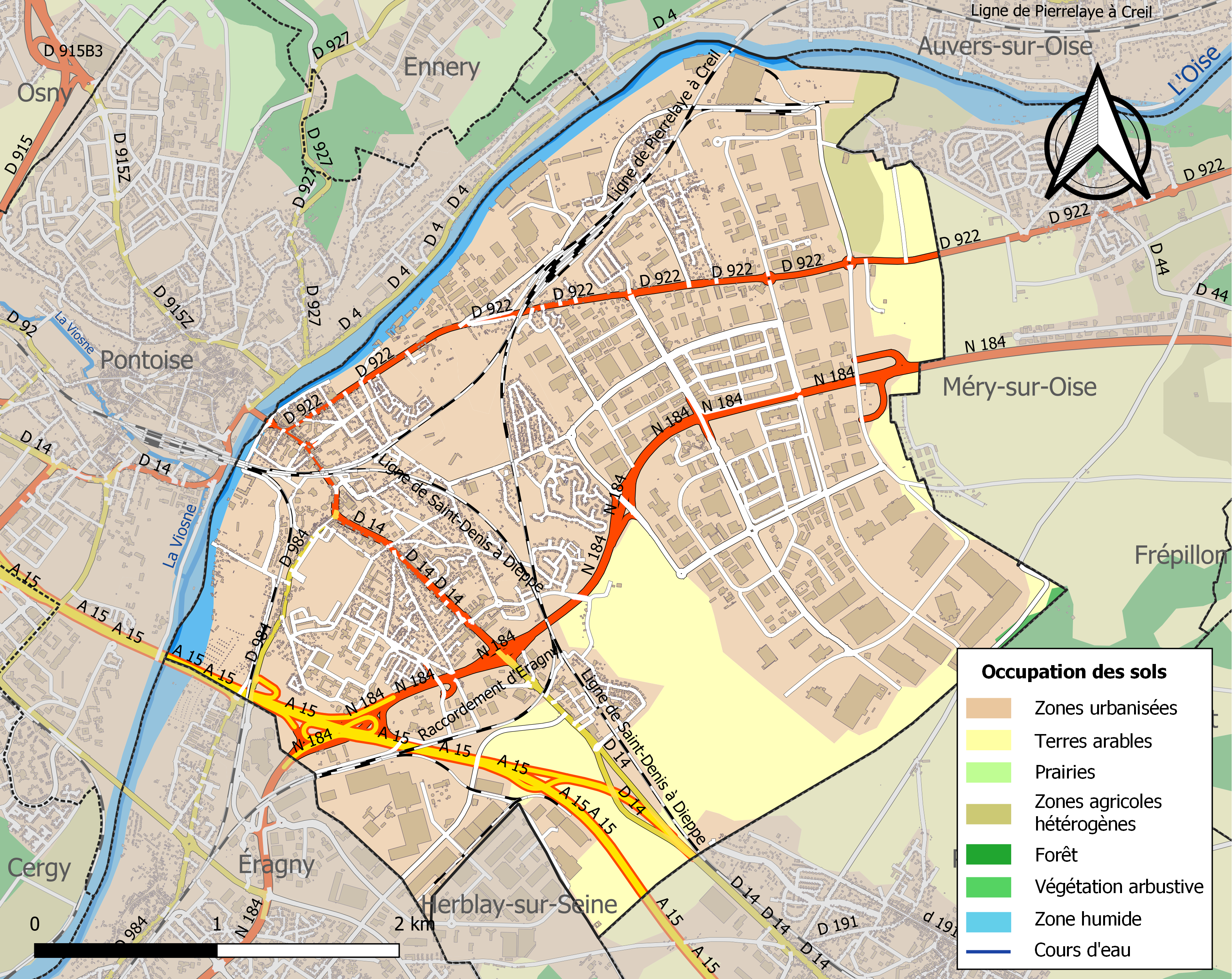
Occupation des sols

### Hydrographie
La ville au bord de l'Oise est parcourue par un affluent, le ru de Liesse, petit ruisseau qui traverse le parc de l'Abbaye de Maubuisson, et qui alimentait en eau potable l'ancien couvent.

### Climat
Pour des articles plus généraux, voir Climat de l'Île-de-France et Climat du Val-d'Oise.
En 2010, le climat de la commune est de type climat océanique dégradé des plaines du Centre et du Nord, selon une étude du CNRS s'appuyant sur une série de données couvrant la période 1971-2000. En 2020, Météo-France publie une typologie des climats de la France métropolitaine dans laquelle la commune est dans une zone de transition entre le climat océanique et le climat océanique altéré et est dans la région climatique Sud-ouest du bassin Parisien, caractérisée par une faible pluviométrie, notamment au printemps (120 à 150 mm) et un hiver froid (3,5 °C).
Pour la période 1971-2000, la température annuelle moyenne est de 11,9 °C, avec une amplitude thermique annuelle de 15,1 °C. Le cumul annuel moyen de précipitations est de 663 mm, avec 10,2 jours de précipitations en janvier et 7,5 jours en juillet. Pour la période 1991-2020, la température moyenne annuelle observée sur la station météorologique la plus proche, située sur la commune de Pontoise à 1 km à vol d'oiseau, est de 12,5 °C et le cumul annuel moyen de précipitations est de 666,7 mm,. Pour l'avenir, les paramètres climatiques de la commune estimés pour 2050 selon différents scénarios d'émission de gaz à effet de serre sont consultables sur un site dédié publié par Météo-France en novembre 2022.
| Mois                                  | jan.             | fév.             | mars          | avril         | mai           | juin           | jui.         | août           | sep.        | oct.            | nov.           | déc.             | année      |
| ------------------------------------- | ---------------- | ---------------- | ------------- | ------------- | ------------- | -------------- | ------------ | -------------- | ----------- | --------------- | -------------- | ---------------- | ---------- |
| Température minimale moyenne (°C)     | 2,7              | 2,6              | 4,5           | 6,4           | 9,8           | 13             | 14,9         | 14,7           | 11,7        | 9,1             | 5,6            | 3,3              | 8,2        |
| Température moyenne (°C)              | 5,3              | 5,8              | 8,8           | 11,7          | 15,2          | 18,4           | 20,5         | 20,4           | 16,9        | 13              | 8,5            | 5,7              | 12,5       |
| Température maximale moyenne (°C)     | 7,8              | 9,1              | 13,1          | 16,9          | 20,5          | 23,8           | 26,1         | 26,2           | 22,2        | 17              | 11,5           | 8,2              | 16,9       |
| Record de froid (°C) date du record   | −12,5 01.01.1997 | −12,3 07.02.1991 | −8,1 01.03.05 | −2,4 08.04.03 | −0,5 06.05.19 | 1,8 05.06.1991 | 6 04.07.1990 | 5,6 26.08.1993 | 0 30.09.18  | −3,6 30.10.1997 | −10 24.11.1998 | −10,4 29.12.1996 | −12,5 1997 |
| Record de chaleur (°C) date du record | 16,7 18.01.07    | 21,5 27.02.19    | 25,8 16.03.12 | 29,8 29.04.10 | 32,9 27.05.05 | 39,7 27.06.11  | 40 01.07.15  | 40 09.08.20    | 36 15.09.20 | 31,1 01.10.11   | 22 08.11.15    | 17,5 17.12.15    | 40 2020    |
| Précipitations (mm)                   | 57,9             | 52,1             | 49,4          | 45,4          | 62,2          | 53,5           | 49           | 52,9           | 46,3        | 63,9            | 59             | 75,1             | 666,7      |

## Urbanisme

### Typologie
Au 1er janvier 2024, Saint-Ouen-l'Aumône est catégorisée grand centre urbain, selon la nouvelle grille communale de densité à sept niveaux définie par l'Insee en 2022.
Elle appartient à l'unité urbaine de Paris, une agglomération inter-départementale regroupant 407  communes, dont elle est une commune de la banlieue,,. Par ailleurs la commune fait partie de l'aire d'attraction de Paris, dont elle est une commune du pôle principal,. Cette aire regroupe 1 929 communes,.

### Morphologie urbaine
La rue du Général-Leclerc, située dans le prolongement du pont de Pontoise, est la rue commerçante traditionnelle et l'artère la plus animée de la ville. 
En dehors du centre-ville, qui s'est développé sur l'emplacement de l'ancien faubourg de la Basse Aumône, aux portes du châtelet du pont de Pontoise puis de son octroi (place Carnot), existent les quartiers suivants :
- Le quartier de la Prairie s'est constitué autour de la nouvelle mairie : il comporte les principaux services (poste, médiathèque, cinéma, deux gares adjacentes, marché du mercredi et du dimanche matin) ;
- Le quartier de l'Église, au sud du parc dessiné par Le Nôtre, entoure l'emplacement du village médiéval de Saint-Ouen.

Il a accueilli les premiers immeubles de la cité Emmaüs, construits dans le milieu des années 1950, et a subi un programme de réhabilitation urbaine ; juste en face de la rue du Parc, il y a la chaussée Jules-César proche d'une zone pavillonnaire ainsi que de la cité Jules-César construite dans les années 1970 et réhabilitée depuis ;
- Le quartier de Chennevières, construit au milieu des années 1970, a été complètement réhabilité et a vu sa qualité de vie en partie s'améliorer (terrain multisports, parc urbain, centre commercial de proximité et résidentialisation des logements) ;
- Le quartier d'Epluches, au nord, essentiellement résidentiel, jouxte la zone d'activités, s'est développé autour de l'ancien village médiéval d'Epluches, du hameau de Courcelles et de la gare d'Epluches;
- Le quartier de Maubuisson, au nord du centre-ville, où l'on trouve l'ancienne abbaye et son parc, ainsi que la fondation Rothschild ; une partie de ce quartier abrite la cité Blanche de Castille construite au milieu des années 1950, gérée par Emmaüs Habitat et réhabilitée ;
- Les quais de halage, le long de la rive gauche de l'Oise, au nord et au sud du pont qui relie la ville à celle de Pontoise ; une promenade, promenade des usines et promenade des berges, est en cours d'aménagement en 2020-2021 dans la partie sud du rivage ;
- Le quartier de Clamart, à l'est du centre-ville, s'est développé autour du nouveau lycée Edmond-Rostand, le long de l'ancienne Route nationale 14, en direction de Paris ;
- Le quartier du Val de Liesse, encore plus à l'est, se développe autour de la gare de Saint-Ouen-l'Aumône-Liesse et du vallon du ru de Liesse et sa coulée verte, depuis 2002.

### Habitat et logement
En 2018, le nombre total de logements dans la commune était de 10 169, alors qu'il était de 9 337 en 2013 et de 8 798 en 2008.
Parmi ces logements, 95,1 % étaient des résidences principales, 0,4 % des résidences secondaires et 4,5 % des logements vacants. Ces logements étaient pour 30,9 % d'entre eux des maisons individuelles et pour 68,2 % des appartements.
Le tableau ci-dessous présente la typologie des logements à Saint-Ouen-l'Aumône en 2018 en comparaison avec celle du Val-d'Oise et de la France entière. Une caractéristique marquante du parc de logements est ainsi une proportion de résidences secondaires et logements occasionnels (0,4 %) inférieure à celle du département (1,3 %) mais supérieure à celle de la France entière (9,7 %). Concernant le statut d'occupation de ces logements, 47,3 % des habitants de la commune sont propriétaires de leur logement (52 % en 2013), contre 56 % pour le Val-d'Oise et 57,5 pour la France entière.
| Typologie                                               | Saint-Ouen-l'Aumône | Val-d'Oise | France entière |
| ------------------------------------------------------- | ------------------- | ---------- | -------------- |
| Résidences principales (en %)                           | 95,1                | 92,8       | 82,1           |
| Résidences secondaires et logements occasionnels (en %) | 0,4                 | 1,3        | 9,7            |
| Logements vacants (en %)                                | 4,5                 | 5,9        | 8,2            |

### Voies de communication et transports

#### Voies de communication
La ville est traversée principalement par l'ancienne route nationale 14 (RN 14) Paris-Rouen, d'est en ouest, devenue la RD 14.
Cette route a été supplantée par l'autoroute A15, traversant le territoire de la commune en limite sud, sur le même axe parallèle et dans la même direction que la route nationale.
Dans l'axe nord-sud, la ville est traversée par la RD 922. Elle a été supplantée par la Francilienne Nord et Ouest, permettant de rejoindre Roissy-en-France et l'aéroport international Paris-Charles-de-Gaulle situé sur cette commune sans traverser la Capitale. Elle permet également de relier les autoroutes A1 à la A16, la A15, la A13 et la A12. L'autoroute A16 et la route nationale permettent de rejoindre l'aéroport de Beauvais.
La ville possède plus de 13 kilomètres[Quand ?] de pistes cyclables. Un dispositif de vélos en libre-service, VélO2, est proposé sur toute l'agglomération. Saint-Ouen l'Aumône dispose de deux stations : gare de Saint-Ouen l'Aumône centre et Place Carnot. Plusieurs formules d'abonnement à la journée, semaine ou longue durée[réf. nécessaire].

#### Transports en commun

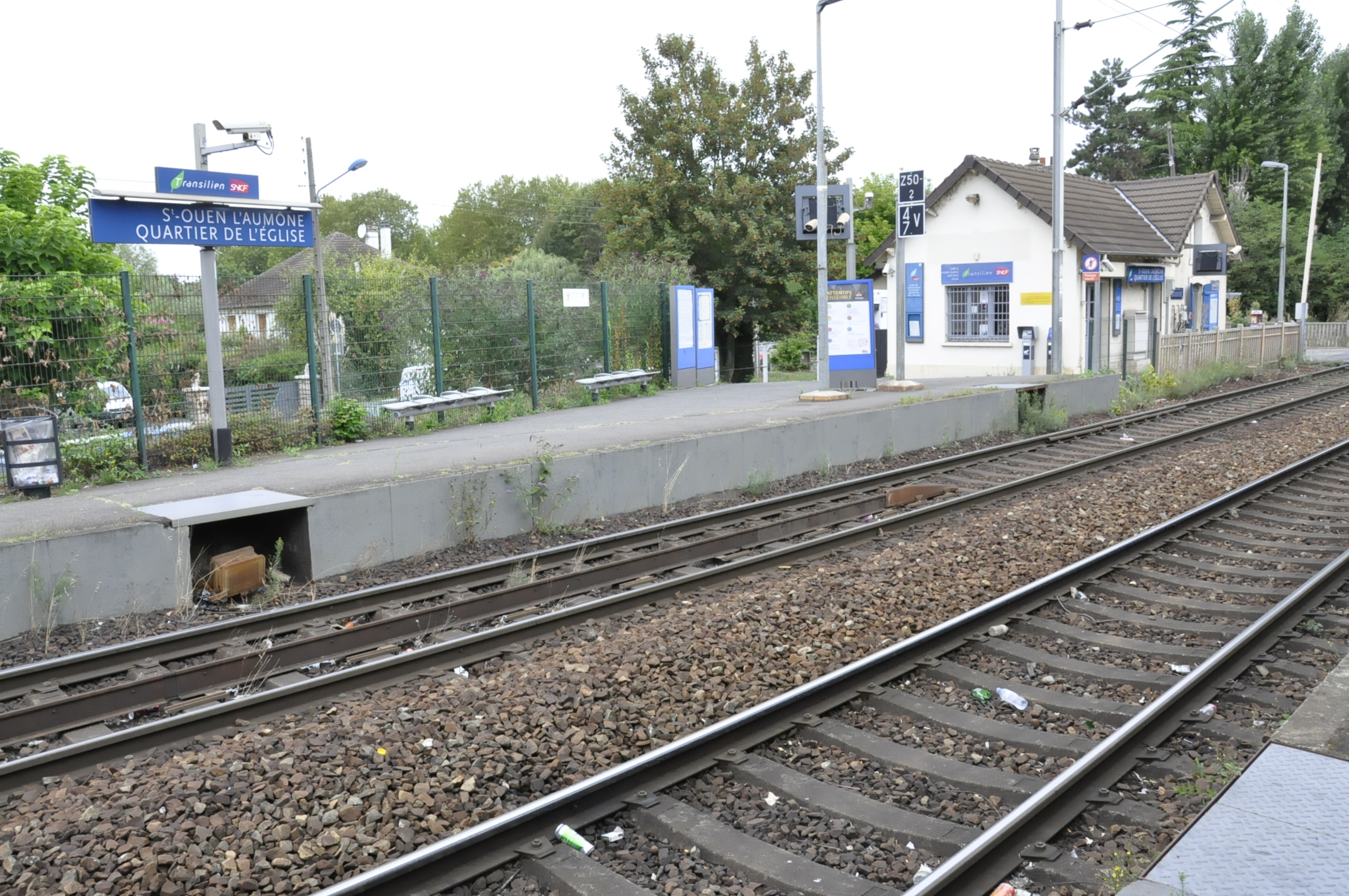
La gare de Saint-Ouen-l'Aumône-Quartier de l'Église.

La commune est desservie par les lignes H et J, ainsi que par le RER C. 
La ville possède cinq gares ferroviaires (ordre depuis Pontoise) :
- Saint-Ouen-l'Aumône au centre et Saint-Ouen-l'Aumône - Liesse, desservies par la ligne H du Transilien et la ligne C du RER ;
- les haltes d'Épluches et de Pont-Petit, situées sur la ligne Pontoise à Creil, desservies par la ligne H du Transilien ;
- Saint-Ouen-l'Aumône - Quartier de l'Église, desservie par la ligne J du Transilien.

Le réseau de bus Cergy-Pontoise Confluence dessert la commune avec ses lignes :
- La ligne 55 : Gare de Liesse → Conflans Sainte-Honorine (via Les Bellevues et Éragny)
- La ligne 56 : Pontoise Canrobert → Gare de Méry-sur-Oise (via mairie et rue d'Épluches)
- La ligne 57 : Osny Stade C.Léon / Clinique → Saint-Ouen l'Aumône lycée technique Jean Perrin  (via mairie, gare de Liesse, Les Bourseaux et Vert-Galant)
- La ligne 58 : Pontoise Canrobert → Saint-Ouen l'Aumône Avenue de la Mare (via Gare de Liesse et Bois du Fief)
- La ligne 33 : Neuville Université → Pontoise Place du Général de Gaulle (via les Bellevues, gare de Liesse, lycée Edmond Rostand et mairie)
- La ligne 59 : Cergy-Préfecture → Saint-Ouen l'Aumône Fond de Vaux (via Gare de Liesse et Les Béthunes)
- La ligne estivale 29 : desserte de l'Île de loisirs de Cergy-Pontoise.

Autres lignes de bus :
- Réseau de bus Val Parisis :
  - Ligne 95-03A : Cergy-Préfecture →Montigny-Beauchamp (via Gros Cheveaux et Vert-Galant)
  - Ligne 95-03B : Margency → Cergy-Préfecture (via Gros Cheveaux et Vert-Galant)
  - Ligne 95-20 : Cormeilles-en-Parisis → Cergy-Préfecture (via la gare de Liesse)
  - Ligne 30-28 : Pierrelaye Gare → Saint-Ouen l'Aumône Lycée Edmond Rostand
- Réseau de bus Haut Val-d'Oise :
  - Ligne 95-17 : Saint-Ouen l'Aumône gare de Liesse → Auvers-sur-Oise Les Côteaux (via Les Béthunes et Vert-Galant)
  - Ligne 30-29 : Saint-Ouen l'Aumône Lycée Rostand → Mériel
- Noctilien
  - Ligne N150 : Gare Saint-Lazare → Gare de Cergy-le-Haut (via gare du Centre et gare de Liesse). Circule les nuits en Île-de-France de 0h30 à 5h30 du matin.

## Toponymie

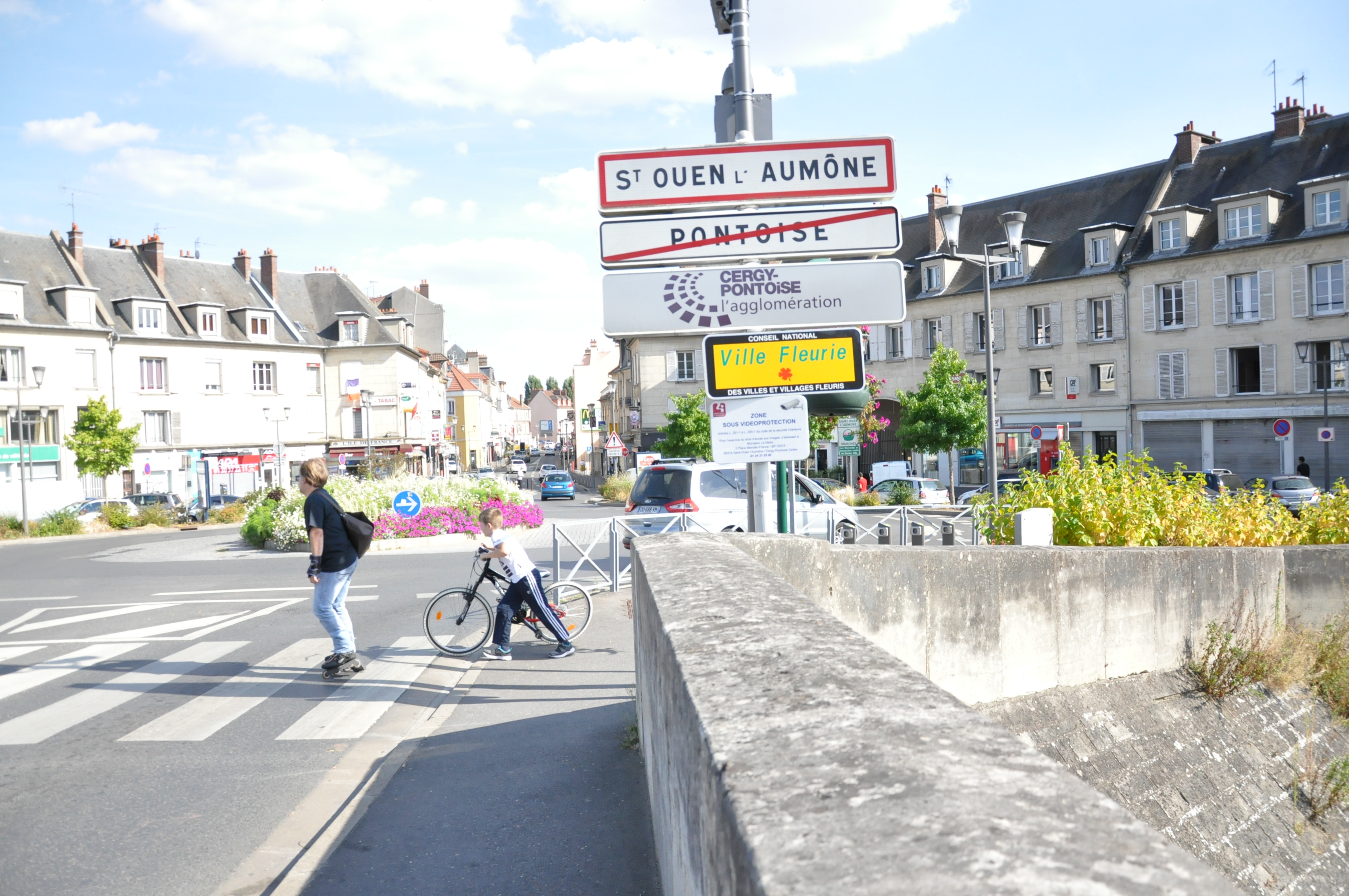
Place Carnot à Saint-Ouen-l'Aumône.

Le nom a été emprunté à Saint Ouen (évêque de Rouen et conseiller de Dagobert Ier) en souvenir du passage de son corps, rapatrié de Clichy vers sa ville épiscopale de Rouen, dont la dépouille a reposé une nuit ici, le 24 août de l'an 683 ap. J.-C.
Quant à l'Aumône, près du pont, il s'agirait du nom de terres pouvant avoir été attribuées au quartier de la maladrerie Saint-Lazare au Moyen Âge, à quelques abbayes très anciennes, telles que Saint-Denis ou à quelque Hôtel-Dieu très ancien. Cette abbaye, fondée en 626, possédait de nombreuses terres sur la rive gauche de l'Oise.
Au cours de la Révolution française, la commune porte provisoirement le nom de L'Aumône-la-Montagne et de Montagne-sur-Oise.

## Histoire
Le village à l'origine de la ville fut fondé au point de rencontre entre le cours de l'Oise, le seul gué dans la région permettant de traverser à pied cette rivière, et la chaussée, voie romaine de Lutèce à Rotomagus (Rouen) et Jullibonna (Lillebonne) (près du Havre) via Saint-Denis, construite vers 360 ap. J-C.
À l'Aumône, quartier de la maladrerie Saint-Lazare au XIIe siècle, située sous l'actuelle clinique Sainte-Marie, en face de l'actuel Clos du Roy, ancien bâtiment de villégiature des rois, en particulier Louis IX dit Saint Louis et Henri IV, lors de leurs visites à l'abbaye. 
Ces bâtiments ont aujourd'hui disparu.
Toutefois, à partir de cette date et jusqu'au XVIIIe siècle, c'est du nom de Maubuisson qu'on désigne ce territoire.
Mais dans les faits le village, dépendant politiquement et militairement de Pontoise, vit de l'activité économique et médicale que déploient les religieuses autour de Abbaye de Maubuisson, fondée par Blanche de Castille sous le nom d'abbaye royale Notre-Dame-la-Royale.
La commune est le regroupement de plusieurs lieux :
- le village de Saint-Ouen au sud-ouest, situé autour de l’église du même nom et du manoir ;
- le village de la Haute-Aumône au centre, à la limite du plateau du Parisii sur la route de Paris ;
- le village d'Epluches et le hameau de Courcelles au nord-est ;
- le hameau de Liesses au sud-est dans le vallon du ru de Maubuisson ;
- les fermes de Maubuisson près de l'abbaye, avec son moulin, et de Saint-Prix sur le chemin de Bessancourt à l'est ;
- le faubourg de la Basse-Aumône, au débouché de la route surélevée, sur pilotis puis sur petites arches en pierre menant au châtelet puis, plus tard à l'octroi du pont de Pontoise, aux limites de la prairie inondable que traverse la chaussée Maubuisson et la partie basse de la route de Paris.

Pendant la Révolution, la commune est rebaptisée Montagne-sur-Oise et L'Aumône-la-Montagne avant d'être rattachée à Pontoise.
Dans le quartier d'Epluches se dresse un château qui vient[Quand ?] d'être restauré dont la construction originale remonte à la deuxième moitié du XVIIe siècle.
Il était constitué à l'origine d'un grand corps de logis orienté vers la vallée de l'Oise et le plateau du Vexin et flanqué de deux ailes, et était entouré d'un petit parc débouchant sur une grande prairie.
Seule  a été restaurée l'aile Sud, le reste ayant été détruit par un incendie durant la Première Guerre mondiale alors qu'il servait d'hôpital de convalescence pour les Armées alliées.
Le premier propriétaire connu était René Jacob qui après s'être enrichi avec l'affermage des greniers à sel fit l'acquisition de la seigneurie d'Epluches.
Le dernier seigneur d'Epluches était à la Révolution, Antoine André Michel Savarin de Marestan, capitaine de cavalerie, ancien mousquetaire du roi. Malgré son passé d'ancien seigneur d'Epluches et de cavalier dans la maison du roi, il deviendra commandant de la garde nationale de Saint-Ouen l'aumône  pendant la Révolution et reniera ses titres de noblesse.
Ce dernier, qui avait ensuite accompagné le roi Louis XVIII pendant son exil à Gand durant les cent jours du retour de Napoléon 1er à Paris, reçut en retour du monarque l'autorisation de relever le titre de baron de Marestan.
Il cédera son château d'Epluches à Jean Baptiste Louis Desavenelle de Grand-Maison qui sera élu maire de Saint-Ouen-l'Aumône ultérieurement[réf. souhaitée].

### Époque contemporaine
La ville bénéficie du développement précoce du chemin de fer avec la création par la compagnie des chemins de fer du Nord de la ligne Paris - Lille et Bruxelles, dès juin 1846, et la construction près du hameau de Courcelles de la gare de Saint-Ouen-lès-Pontoise devenue la gare d'Épluches, puis de la création d'une seconde liaison ferroviaire vers Pontoise, Gisors et Dieppe à partir de 1863 avec la construction de la ligne d’Argenteuil à Pontoise puis sa prolongation jusqu'à Gisors en 1868 et Dieppe, et enfin la liaison directe entre Dieppe et Paris-Saint Lazare via Pontoise grâce à la création de la ligne d'Achères à Pontoise en 1877.
Dans la seconde moitié du XIXe siècle, le bourg bénéficie de l'exode rural, mais surtout de la révolution industrielle et, autour d'usines de menuiserie, de mécanique, de construction ferroviaire, de fabrication d'encre, de la féculerie et de la distillerie, voit sa population atteindre les 3 000 habitants peu avant la Première Guerre mondiale.
Le peintre impressionniste Camille Pissarro peint en 1873, quatre versions de l'usine nouvellement agrandie, qui distille des alcools à partir de betteraves sucrières cultivées localement. Elle est vue de Pontoise, l'autre côté du fleuve. C'est un emblème de l'intrusion de l'activité industrielle moderne dans le paysage. Selon Richard Brettell, on ne sait pas exactement quelle était l’attitude de Pissarro à l’égard de l’industrialisation autour de Pontoise, mais il est intéressant de noter que ce sont ses seules peintures survivantes des années 1860 et 1870 qui n’ont pas de « premier plan humanisé ».

L'Usine par Camille Pissarro en 1873
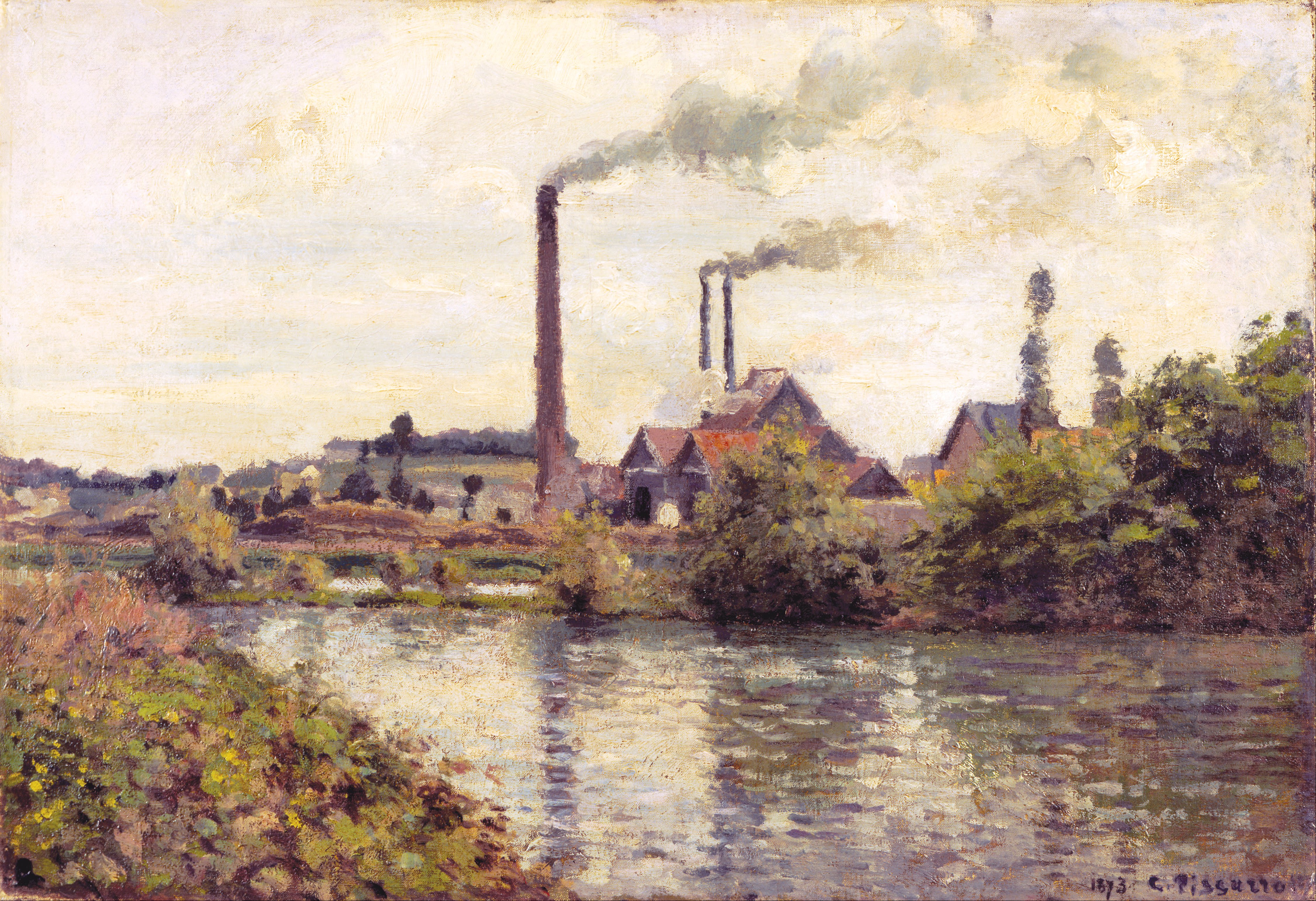
L'Usine à Pontoise Musée d'Israël, Jérusalem
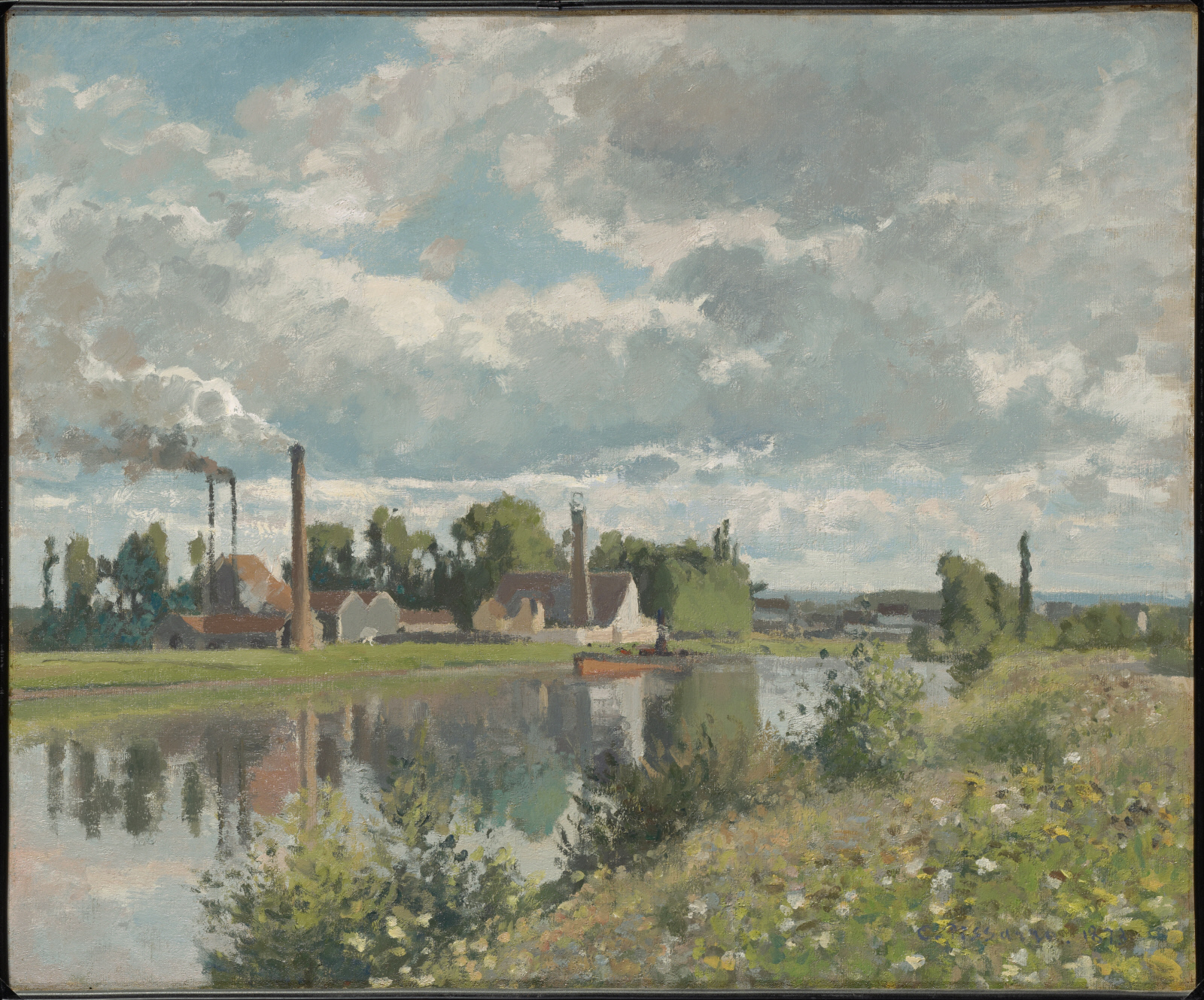
L'Oise près de Pontoise Clark Art Institute, Williamstown

L'arrivée du chemin de fer, permet aussi le développement important du maraîchage pour approvisionner les Halles de Paris et nourrir la capitale. D'où l'achat par le baron Haussmann préfet de Paris, sous le Second Empire de Napoleon III, de 2 000 hectares de terre à l'est de la commune sur le plateau de La Bonneville, à la limite entre les territoires de Méry-sur-Oise et la commune, pour, d'abord créer un gigantesque cimetière (projet abandonné sous la IIIe République), et, finalement, créer la ferme modèle de la Haute-Borne au-dessus de la rive nord du ru du Fond de Vaux, établissement précurseur à l'origine de la création de l'INRA, l'Institut national de la recherche agronomique dont le siège est maintenant entre Rocquencourt et Bailly près de Versailles et des terres de l'arborétum du Château royal.

### Seconde Guerre mondiale
Avant la Seconde Guerre mondiale, la ville était partie intégrante de la Ligne Chauvineau, dernières défenses de la Grande Banlieue de Paris, construites en 1939 et en partie finalisées en mai 1940. Plusieurs ouvrages défensifs (casemates) protégeaient les ponts contre des franchissements et des traversées trop faciles de l'Oise.
Il y avait au moins quatre blocs sur le territoire de la commune : 
- un près du pont du chemin de fer, actuellement encore visible sous le PC de régate de la SNO ;
- un deuxième le long du halage à l'arrière du parc des sports ;
- un autre le long de l'Oise, visant le pont routier, face à l'île du Pothuis et le long du stade de rugby Roger-Couderc, aujourd'hui détruit ;
- un 4e visant le pont du chemin de fer entre Chaponval et Epluches, construit dans le coteau des Gros Chevaux, quasiment disparu.

Cette ligne de défense a été utile, voire partiellement efficace, et a subi une attaque extrêmement meurtrière au droit du barrage sur l'Oise situé à L'Isle-Adam et au niveau des îles situées entre cette commune et la ville de Parmain.
Pendant le conflit, la commune a subi : 
- la destruction, le 11 juin 1940, des ponts routier et ferroviaire par le Génie de l'armée française pour ralentir la progression allemande et protéger l'Ouest de Paris.
- de gros bombardements anglo-américains, surtout au printemps 1944, d'où la destruction de nombreuses habitations autour du pont routier entre la ville et Pontoise, sans détruire le nouveau pont ferroviaire, reconstruit dès l'été 1940 sous la contrainte des Allemands.

### Après-guerre
Après la Seconde Guerre mondiale, plusieurs barres d'immeubles ont été construites pour faire face à la crise du logement, et ce mouvement s'est encore amplifié depuis les années 1970 avec la décision de créer une ville nouvelle à Cergy. Si cette initiative d'aménagement du territoire, destinée à désamorcer la croissance de Paris, a eu des effets bénéfiques sur le plan économique pour la ville, elle l'a en revanche durablement déséquilibrée sur le plan de la structure des quartiers, et Saint-Ouen-l'Aumône se cherche toujours un véritable centre-ville, malgré diverses tentatives depuis le début des années 1980, à la suite de la destruction de la mairie construite au début du XXe siècle et le quartier de la Basse Aumône durant les années 1970.

## Politique et administration

### Rattachements administratifs et électoraux
Antérieurement à la loi du 10 juillet 1964, la commune faisait partie du département de Seine-et-Oise. La réorganisation de la région parisienne en 1964 fit que la commune appartient désormais au département du  Val-d'Oise et à son arrondissement de Pontoise après un transfert administratif effectif au 1er janvier 1968. Pour l'élection des députés, elle fait partie de la deuxième circonscription du Val-d'Oise depuis 1986.
La commune faisait partie de 1793 à 1973 du canton de Pontoise. Lors de la mise en place du Val-d'Oise, la commune devient le chef-lieu du canton de Saint-Ouen-l'Aumône. Dans le cadre du redécoupage cantonal de 2014 en France, elle est désormais le bureau centralisateur de ce canton, qui s'est agrandi, passant de 2 à 12 communes.

### Intercommunalité
La commune se trouve dans la ville nouvelle de Cergy-Pontoise, aménagée à partir de 1970 par un  syndicat communautaire d'aménagement (SCA), puis, en 1984, par un syndicat d'agglomération nouvelle (SAN) créé en 1984.
L'aménagement de la ville nouvelle étant achevée, celui-ci se transforme en 2004 en communauté d'agglomération, qui a pris la dénomination de Communauté d'agglomération de Cergy-Pontoise et dont Saint-Ouen-l'Aumône est désormais membre.

### Tendances politiques et résultats
Alain Richard, maire PS sortant, ancien ministre de la Défense (de juin 1997 à mai 2002), ancien vice-président de l'Assemblée nationale (de 1987 à 1988), ancien président de l'agglomération et ancien maître des requêtes au Conseil d’État (1971 à 1979), est réélu, pour un sixième mandat, dès le premier tour des élections municipales de mars 2008.
Lors du premier tour des  élections municipales de 2008, la liste PS - Union de la gauche menée par le maire sortant  Alain Richard obtient la majorité des suffrages exprimés, avec3 509 voix -60,26 %, 29 conseillers municipaux élus), devançant très largement celles menées respectivement par :

- Véronique Pélissier (UMP-UDI, Union de la droite), 1 788 voix, 30,71 %, 5 conseillers municipaux élus) ;

- Nawal Ben Zemouri (Parti des travailleurs , 526 voix, 9,03 %, 1 conseiller municipal élu).

Lors de ce scrutin, 49,03 % des électeurs se sont abstenus.
Lors des élections municipales de 2014 dans le Val-d'Oise, après un premier tour tendu, la liste PS-PCF-EELV menée par le maire sortant Alain Richard obtient la majorité des suffrages exprimés, avec 2 914 voix (45,97 %, 26 conseillers municipaux élus dont 6 communautaires), devançant largement les listes menées respectivement par ; 

- Véronique Pelissier 	(UMP-UDI, 2 456 voix, 38,75 %, 7 conseillers communautaires élus dont 1 communautaire) ;

- Massoud Hadi 	(DVG, 968 	voix, 15,27 %, 2 conseillers municipaux élus).

Lors de ce scrutin, 47,67 % des électeurs se sont abstenus.
Élu sénateur en septembre 2017, il est contraint par la loi limitant le cumul des mandats à la démission de ses mandats exécutifs locaux, et donc de celui de maire de Saint-Ouen-l'Aumône, aboutissant à l'élection comme maire de Laurent Linquette en octobre 2017 .
Lors du premier tour des élections municipales de 2020 dans le Val-d'Oise, la liste PS menée par le maire sortant Laurent Linquette obtient la majorité absolue des suffrages exprimés, avec 1 863 voix (50,46 %, 27 conseillers municipaux élus dont 6  communautaires), devançant largement les listes menées respectivement par :

- Véronique Pélissier (LR, 1 325 voix, 35,88 %, 6 conseillers municipaux élus dont 2 communautaires) ;

- Sylvain Berthe (DVG, 504 voix, 13,65 %, 2 conseillers municipaux élus).

Lors de ce scrutin marqué par la pandémie de Covid-19 en France, 69,97 % des électeurs se sont abstenus.

### Liste des maires
| Période                                  | Période                       | Identité             | Étiquette    | Qualité |
| ---------------------------------------- | ----------------------------- | -------------------- | ------------ | --- |
| Les données manquantes sont à compléter. |                               |                      |              | |
| maire en 1870                            |                               | M. Espinasse         |              | |
| Les données manquantes sont à compléter. |                               |                      |              | |
| mai 1945                                 | oct. 1947                     | Pierre Boudet        |              | |
| oct. 1947                                | mai 1953                      | Gustave Leclerc      | CNI          | |
| mai 1953                                 | mars 1977                     | Armand Lecomte       | CNI puis RI  | Conseiller général de Saint-Ouen-l'Aumône (1967 → 1979) Décédé en 1979 |
| mars 1977                                | juillet 1997                  | Alain Richard        | PS           | Énarque Ministre de la Défense (1997 → 2002) Député du Val-d'Oise (1978 → 1993) Sénateur du Val-d'Oise (1995 → 1997) Démissionnaire à la suite de sa nomination ministérielle           |
| juillet 1997                             | mars 2001                     | Jean-Louis Linquette | PS           | Président du Syndicat d'agglomération nouvelle de Cergy-Pontoise (1997 → ? ) |
| mars 2001                                | décembre 2002                 | Andrée Salgues       | PS           | Conseillère générale de Saint-Ouen-l'Aumône (2004 → 2015) Démissionnaire |
| décembre 2002                            | octobre 2017                  | Alain Richard        | PS puis LREM | Énarque Ministre de la Défense (1997 → 2002) Sénateur du Val-d'Oise (1995 → 1997 et 2011 → ) Démissionnaire à la suite de sa réélection comme sénateur                                  |
| octobre 2017,                            | En cours (au 10 février 2022) | Laurent Linquette    | PS           | Énarque, administrateur civil au ministère du logement Fils de l'ancien maire Jean-Louis Linquette Vice-président de la CA de Cergy-Pontoise (2020 → ) Réélu pour le mandat 2020-2026 , |

### Distinctions et labels
En 2015, la ville a obtenu sa première fleur au concours national des villes et villages fleuris. Un prix qui vient notamment récompenser la richesse du patrimoine vert et la diversité du fleurissement sur la commune.

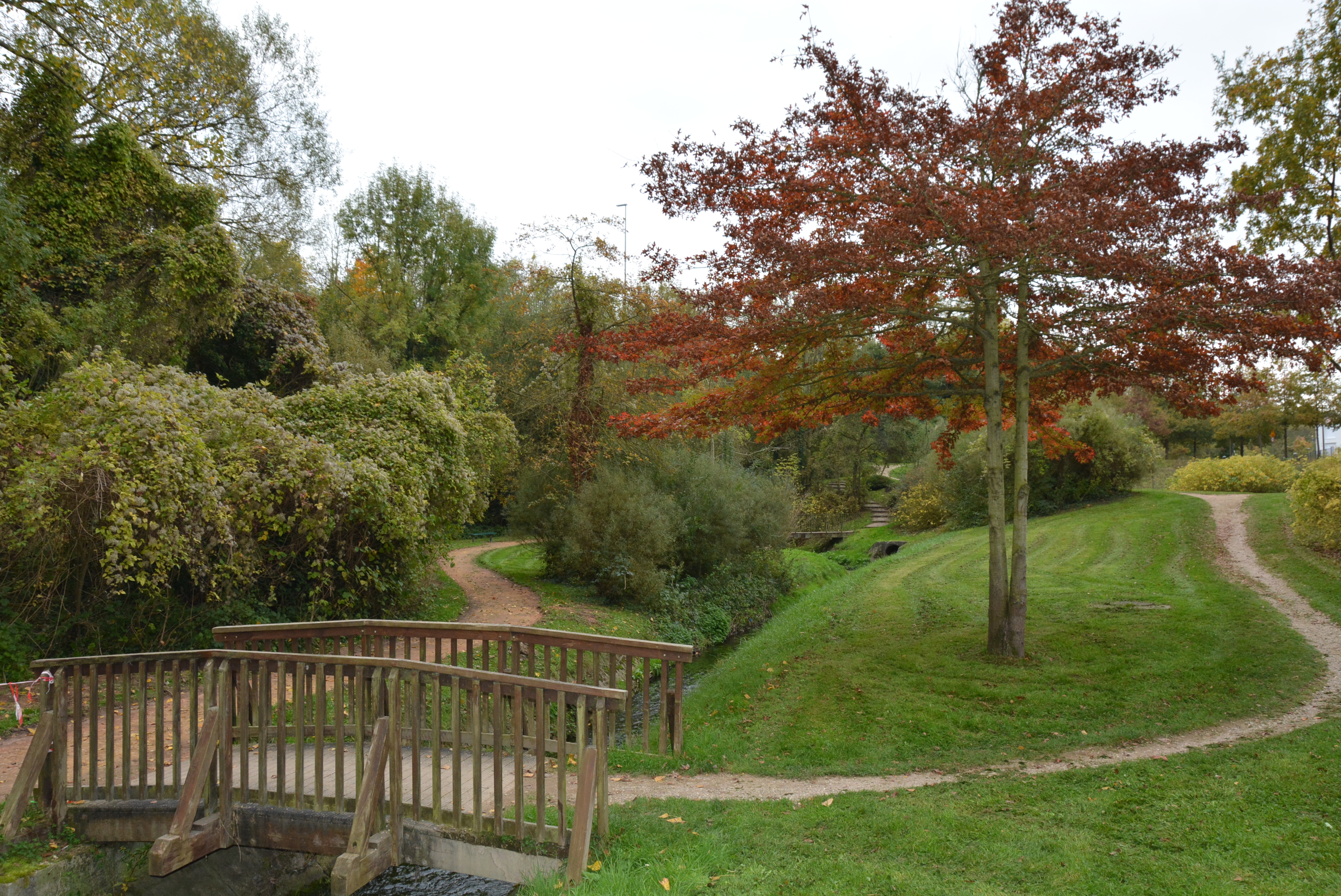
Coulée verte de Saint-Ouen-l'Aumône.
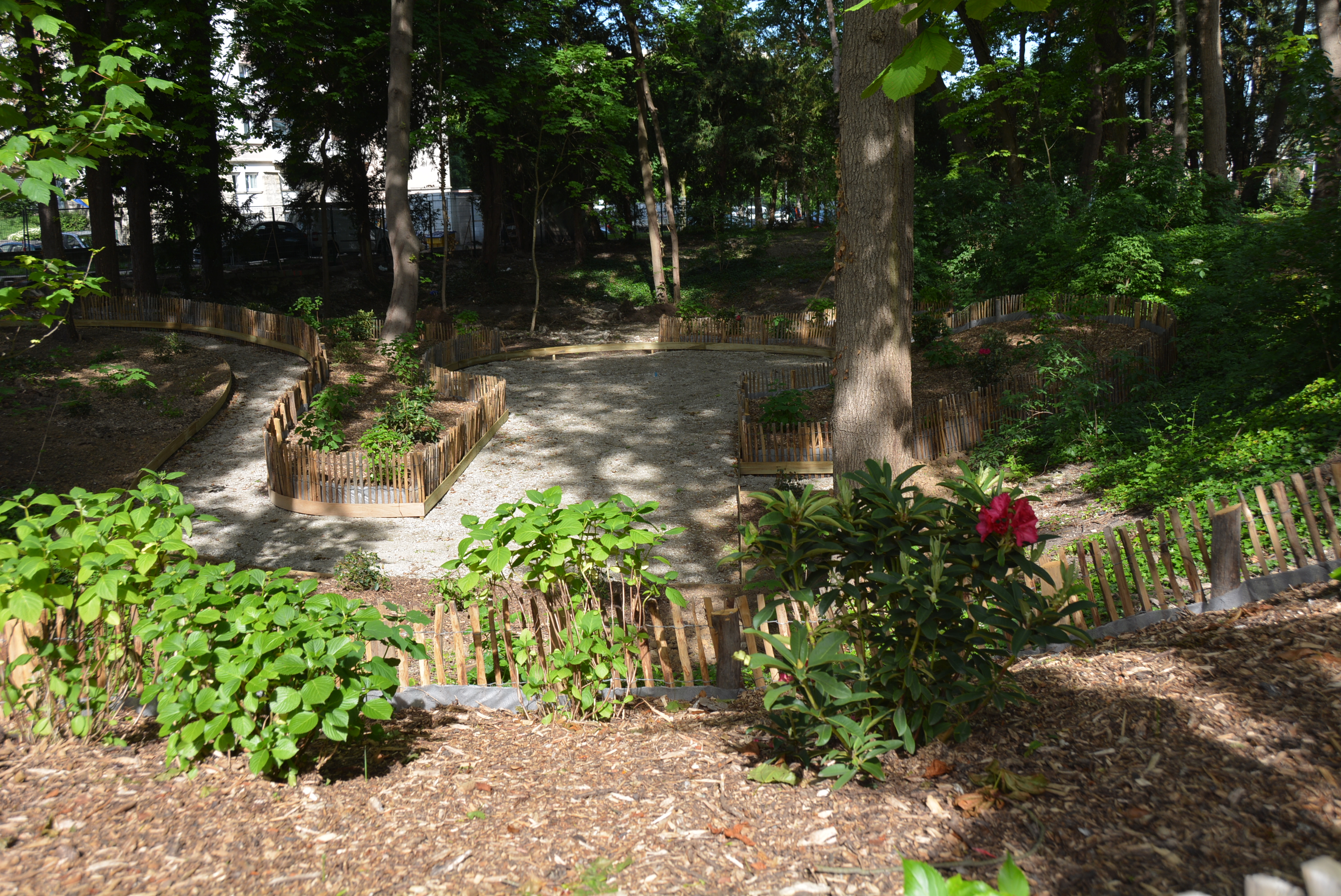
Parc de la Haute-Aumône.
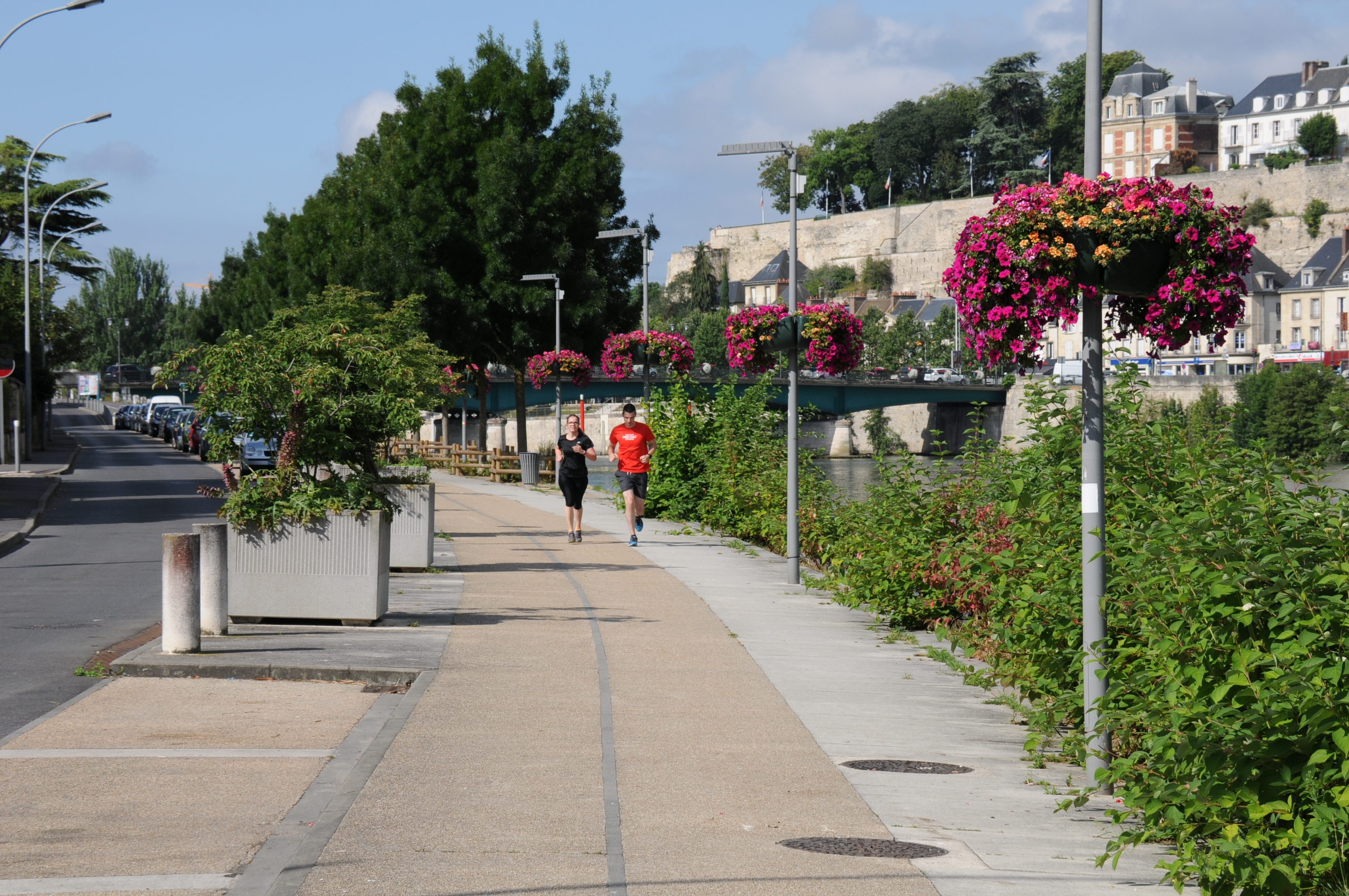
Bords de l'Oise de Saint-Ouen-l'Aumône.
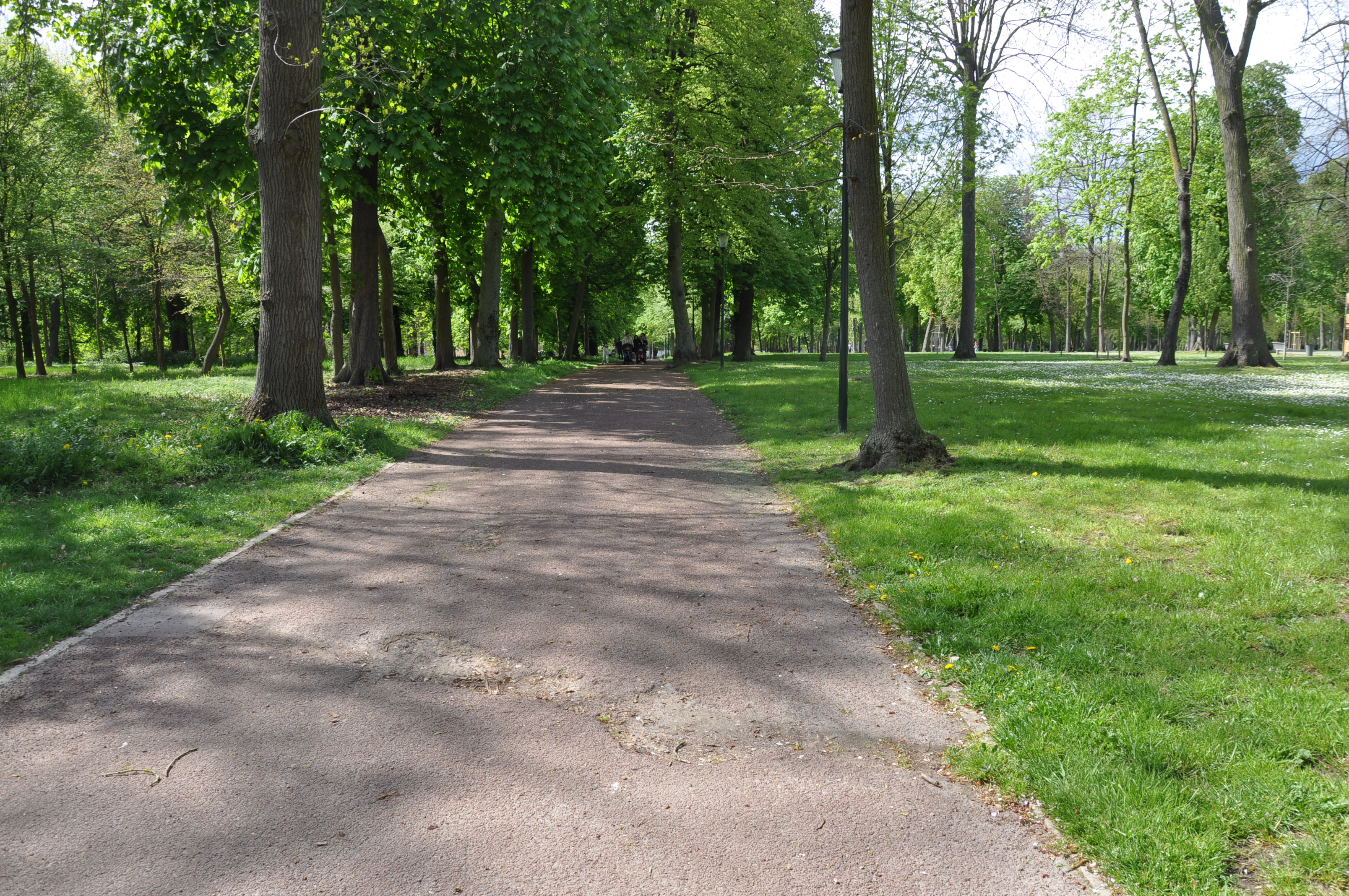
Parc Le Nôtre de Saint-Ouen-l'Aumône.

### Jumelages
- Fano (Italie).

## Équipements et services publics

### Enseignement

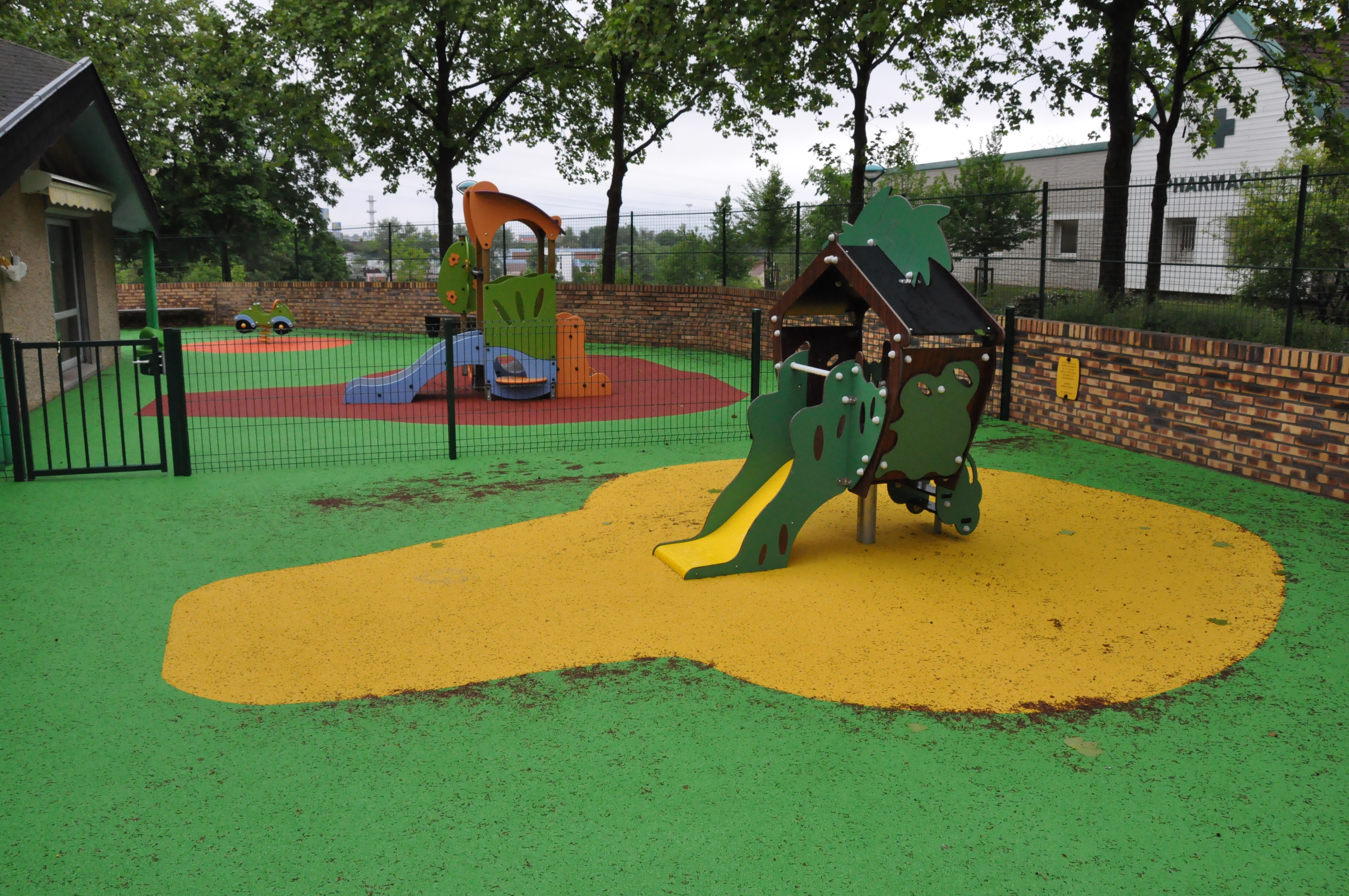
Crèche du Saut du Loup

#### Petite enfance
Saint-Ouen-l'Aumône dispose de trois crèches collectives[Quand ?] (les Oursons, le Crocodile bleu et le Saut du Loup) et d'une crèche familiale. Il existe aussi un Relais Assistants Maternels (RAM) et un lieu d'accueil enfants/parents (LAEP). Les inscriptions en établissements d'accueil petite enfance se font sur rendez-vous, à partir du troisième mois de grossesse.

#### Enseignement primaire et secondaire
Saint-Ouen-l'Aumône dispose de 8 établissements d'enseignement[Quand ?] primaire (Matisse, Prairie, Jean-Effel, Prévert, Le-Nôtre, Liesse, Bourseaux, Jean-Jacques-Rousseau), deux collèges (Marcel-Pagnol et Le Parc) ainsi que trois lycées (lycée polyvalent Edmond-Rostand, lycée technique Jean-Perrin, lycée des métiers de l'automobile et du transport du Château d'Épluches).

### Équipements culturels
- Situé place Mendès-France, le cinéma indépendant Utopia propose des films classés Art et Essai.
- Le théâtre UVOL (maison de quartier de Chennevières) et le centre culturel L'Imprévu (23 rue du Général-Leclerc) proposent de nombreux spectacles aux habitants de Saint-Ouen-l'Aumône.

## Population et société

### Démographie
L'évolution du nombre d'habitants est connue à travers les recensements de la population effectués dans la commune depuis 1793. Pour les communes de plus de 10 000 habitants les recensements ont lieu chaque année à la suite d'une enquête par sondage auprès d'un échantillon d'adresses représentant 8 % de leurs logements, contrairement aux autres communes qui ont un recensement réel tous les cinq ans,.

En 2022, la commune comptait 25 614 habitants, en évolution de +6,34 % par rapport à 2016 (Val-d'Oise : +4 %, France hors Mayotte : +2,11 %).
| 1793  | 1800  | 1806  | 1821  | 1831  | 1836  | 1841  | 1846  | 1851  |
| ----- | ----- | ----- | ----- | ----- | ----- | ----- | ----- | ----- |
| 1 414 | 1 388 | 1 404 | 1 388 | 1 500 | 1 585 | 1 607 | 1 675 | 1 777 |

| 1856  | 1861  | 1866  | 1872  | 1876  | 1881  | 1886  | 1891  | 1896  |
| ----- | ----- | ----- | ----- | ----- | ----- | ----- | ----- | ----- |
| 1 848 | 2 022 | 2 057 | 2 056 | 2 142 | 2 139 | 2 292 | 2 256 | 2 535 |

| 1901  | 1906  | 1911  | 1921  | 1926  | 1931  | 1936  | 1946  | 1954  |
| ----- | ----- | ----- | ----- | ----- | ----- | ----- | ----- | ----- |
| 2 706 | 3 031 | 3 109 | 3 268 | 3 601 | 4 318 | 4 610 | 4 801 | 5 346 |

| 1962  | 1968  | 1975   | 1982   | 1990   | 1999   | 2006   | 2011   | 2016   |
| ----- | ----- | ------ | ------ | ------ | ------ | ------ | ------ | ------ |
| 6 985 | 9 957 | 15 948 | 17 098 | 18 673 | 19 660 | 22 681 | 23 731 | 24 087 |

| 2021   | 2022   | - | - | - | - | - | - | - |
| ------ | ------ | - | - | - | - | - | - | - |
| 25 023 | 25 614 | - | - | - | - | - | - | - |

Saint-Ouen-l’Aumône est une ville jeune : 75 % de sa population a moins de 45 ans.

### Sports

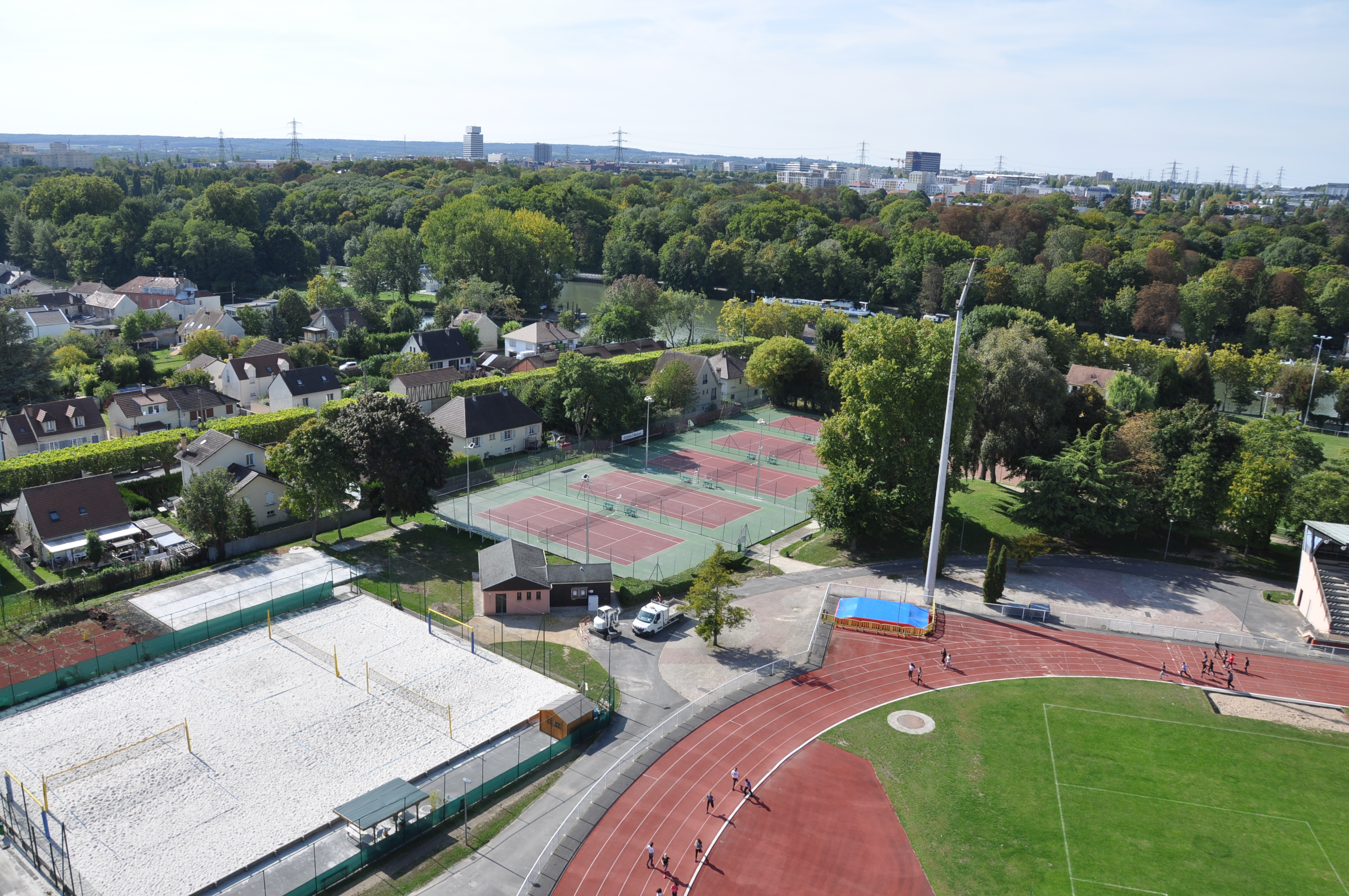
Vue aérienne du Parc des sports

La plupart des sports de la ville sont regroupés dans l'Association sportive de Saint-Ouen-l'Aumône (ASSOA) :
- Handball : l'équipe masculine évolue en 2013-2014 en championnat de France de Nationale 1 et en 2017-2018 en championnat de France de Nationale 2. Terrain : gymnase Armand-Lecomte, rue du Mail.
- Football : Le club évolue actuellement en Régional 1 et souhaite remonter en National 3. Le club s'est fait connaître grâce à ses parcours, parfois surprenant, en Coupe de France. Terrain : le Parc des sports, boulevard Ducher.
- Volley-ball : plusieurs équipes féminines et masculines. Terrain : gymnase du collège Marcel-Pagnol.
- Basket-ball : une équipe féminine et une équipe masculine

D'autres clubs sportifs de Saint-Ouen-l'Aumône ne font pas partie de l'ASSOA parmi lesquels les Cougars de Saint-Ouen-l'Aumône qui évoluent en 1re Division française de Football Américain. Terrain : stade Escutary et ponctuellement Le parc des Sports.
Le club de rugby de l'AS Saint-Ouen-l'Aumône a fusionné il y a plusieurs saisons avec celui du RC Pontoise-Cergy pour former aujourd'hui le Racing club de l'agglomération de Cergy-Pontoise (RCACP), qui évolue en 2011-2012 en Honneur Île-de-France.

## Économie
La ville est dotée du plus grand regroupement de PME-PMI d'Europe, avec un ensemble de quatre parcs d'activités des Béthunes, des Bellevues, d'Épluches et du Vert-Galant comptant 700 entreprises et couvrant près de 600 hectares soit 40 % du territoire de la commune. L'activité portuaire (trafic de céréales) bénéficie plutôt à Saint-Ouen-l'Aumône qu'aux autres communes de l'agglomération de Cergy-Pontoise. La zone des Béthunes est le siège de l'entreprise La Cornue.

## Culture locale et patrimoine

### Lieux et monuments
Saint-Ouen-l'Aumône compte cinq monuments historiques sur son territoire, dont trois sont classés au même titre que l'abbaye de Maubuisson : la grange aux dîmes et le ponceau.
- Le château Le Nôtre, propriété privée.
- L'abbaye de Maubuisson, avenue Richard-de-Tour (classée monument historique par liste de 1862 puis déclassée en 1887 ; inscrite puis classée définitivement par arrêté du 26 décembre 1947[40])

Abbaye cistercienne fondée en 1236 par Blanche de Castille. Subsistent la grange aux dîmes, la salle capitulaire voutée, un grand parloir, des latrines, et la salle des religieuses. L'abbaye accueille aujourd'hui le site d'art contemporain du Conseil départemental du Val d'Oise, ainsi que le Service départemental d'archéologie.
- La grange aux Dîmes, avenue Richard-de-Tour (classée monument historique avec l'abbaye par arrêté du 26 décembre 1947[40])

Elle constitue un annexe de l'abbaye et a été construite en 1240. La charpente d'origine en bois de chêne est toujours en place, mais le plancher du grenier a disparu. Se composant initialement de trois vaisseaux, la grange a perdu le bas-côté sud au XIXe siècle. Réaménagée à la fin du XXe siècle, la grange est utilisée essentiellement pour l'organisation d'évènements.
- La tour d'enceinte  (rue Alexandre Prachay)

Elle est plus communément appelée "tour des Bourseaux". C'est la seule tour qui subsiste de l'enceinte qui entourait l'abbaye.
- Le ponceau sur la chaussée de Maubuisson (classé monument historique avec l'abbaye par arrêté du 26 décembre 1947[40])

Les religieuses de Maubuisson, recluses, empruntaient ce petit pont couvert, jeté par-dessus la nouvelle route qui mène à l'Oise, pour se rendre sans être vues de leur enclos au Clos-du-Roi.
- L'église Saint-Ouen, avenue de Verdun (ex-RD 984) (inscrite monument historique par arrêté du 16 juin 1926[41])

Elle succède à une chapelle, qui a été bâtie à la fin du VIIe siècle ou au début du VIIIe siècle pour commémorer le passage du cortège funèbre de saint Ouen vers sa ville épiscopale de Rouen, en 686. La chapelle est reconstruite pendant la première moitié du XIIe siècle dans le style roman. Seul le portail occidental en subsiste. Le reste de la chapelle est reconstruite pour une nouvelle fois à partir de la fin du XIIe, et jusqu'au milieu du XIIIe siècle. Les dimensions sont modestes, car Saint-Ouen de Saint-Ouen-l'Aumône n'est pas encore une paroisse jusqu'à l'achèvement de la chapelle, qui devient alors église paroissiale. La nef et les bas-côtés sont voûtés d'ogives pendant la première moitié du XVIe siècle dans le style gothique flamboyant. Les chapelles au nord et au sud de la façade paraissent aussi flamboyantes, mais ne datent que du XIXe siècle.
À cette époque, l'église est lourdement restaurée, et si la restauration est heureuse pour le portail, elle reste inachevée dans le transept, et le chœur gothique est démoli pour être remplacée par une nouvelle structure en 1837. L'église Saint-Ouen n'est donc pas un édifice homogène, mais ses différentes parties s'accordent harmonieusement, et son intérêt archéologique est indéniable. Aujourd'hui, l'église Saint-Ouen demeure le principal lieu de culte catholique de la commune, et sa vie spirituelle est intense avec plusieurs messes en semaine, et des messes dominicales tout au long de l'année.
- Le colombier, avenue de Verdun (RD 984) (inscrit monument historique par arrêté du 26 juillet 1947[42]) : il est de forme cylindrique et date de la première moitié du XVIIe siècle. Un clocheton couronne le toit en poivrière. L'intérieur contient environ 1 800 boulins pour autant de couples de pigeons[b 1].

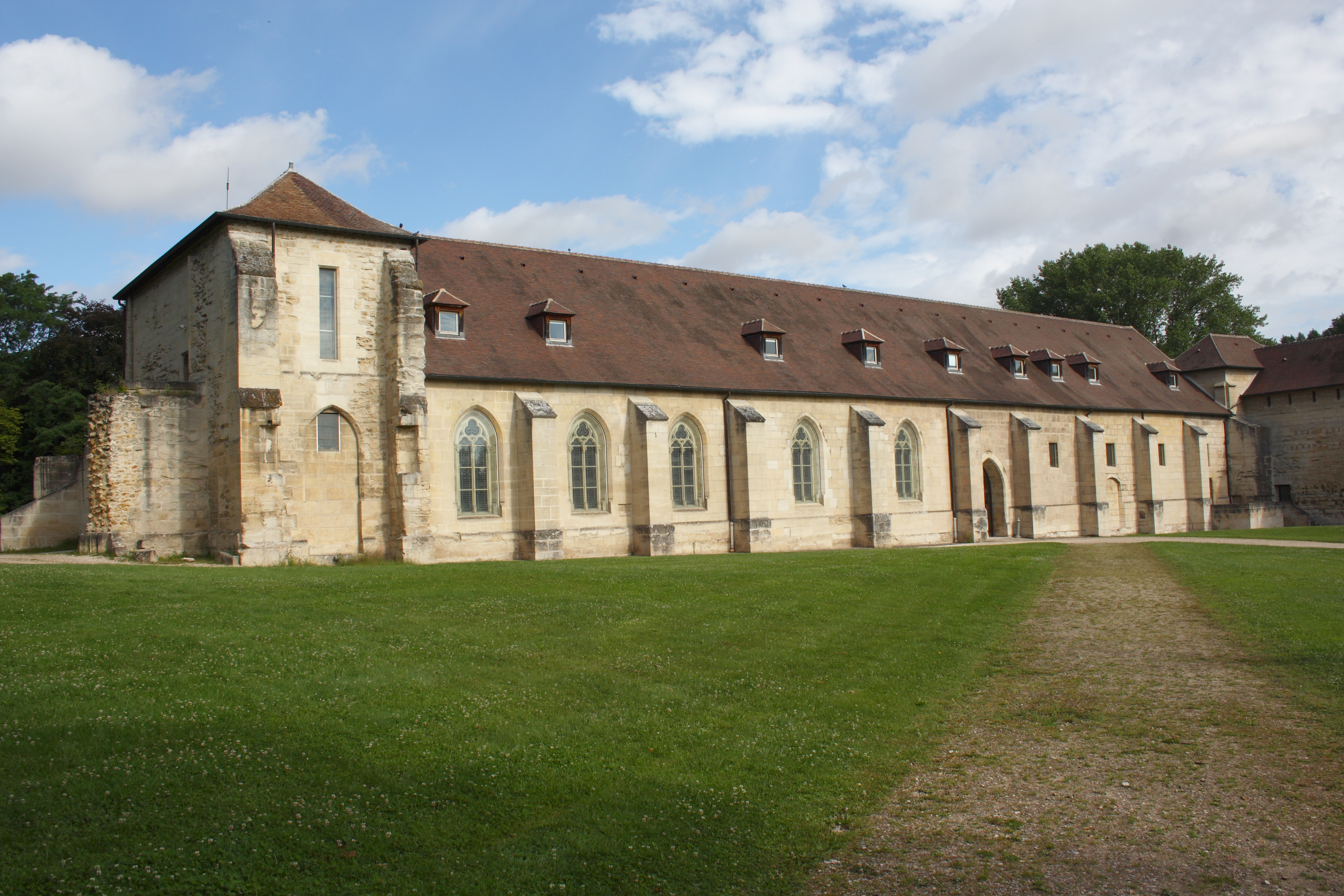
Abbaye de Maubuisson, bâtiment des moines.
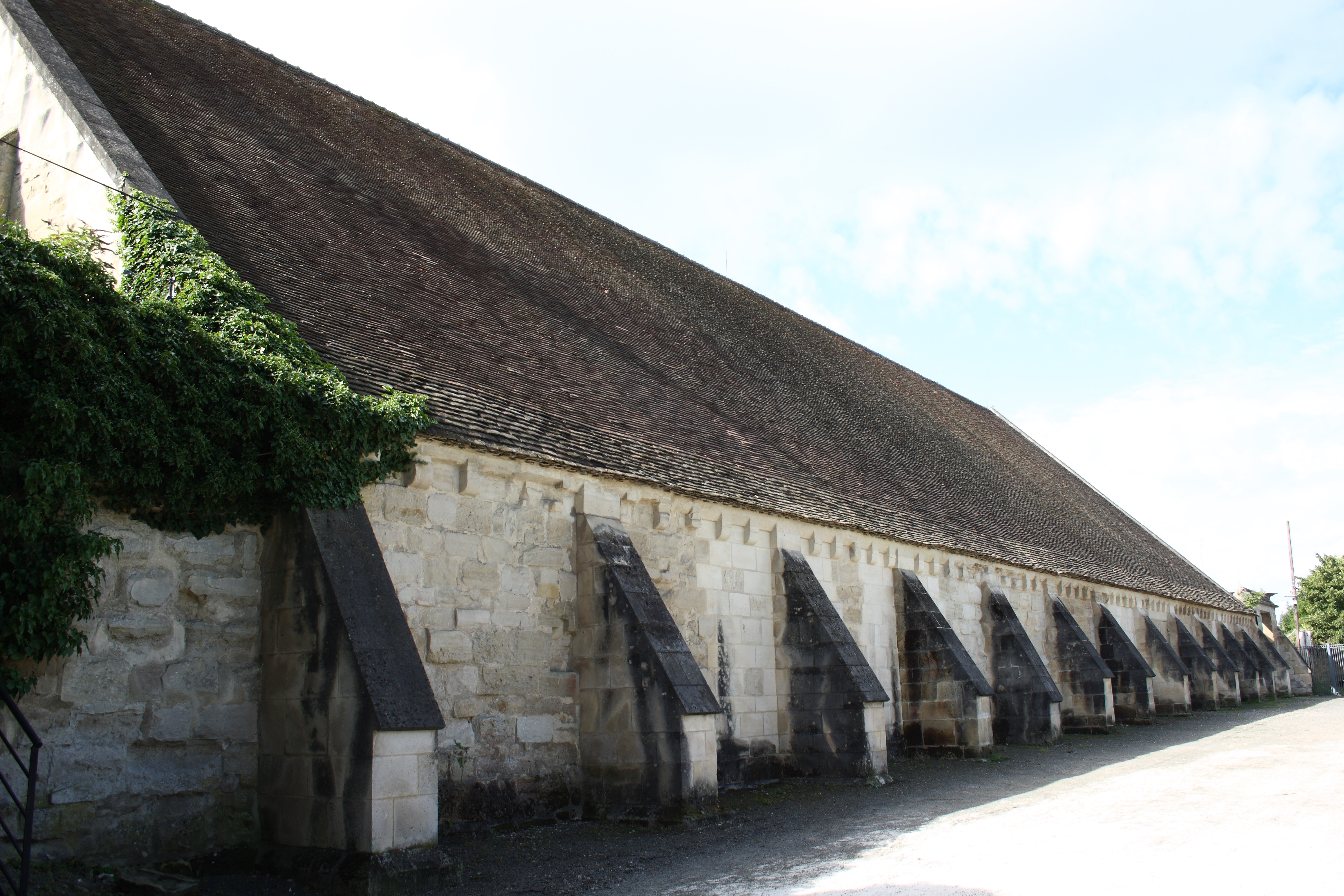
Grange dîmière de l'abbaye.
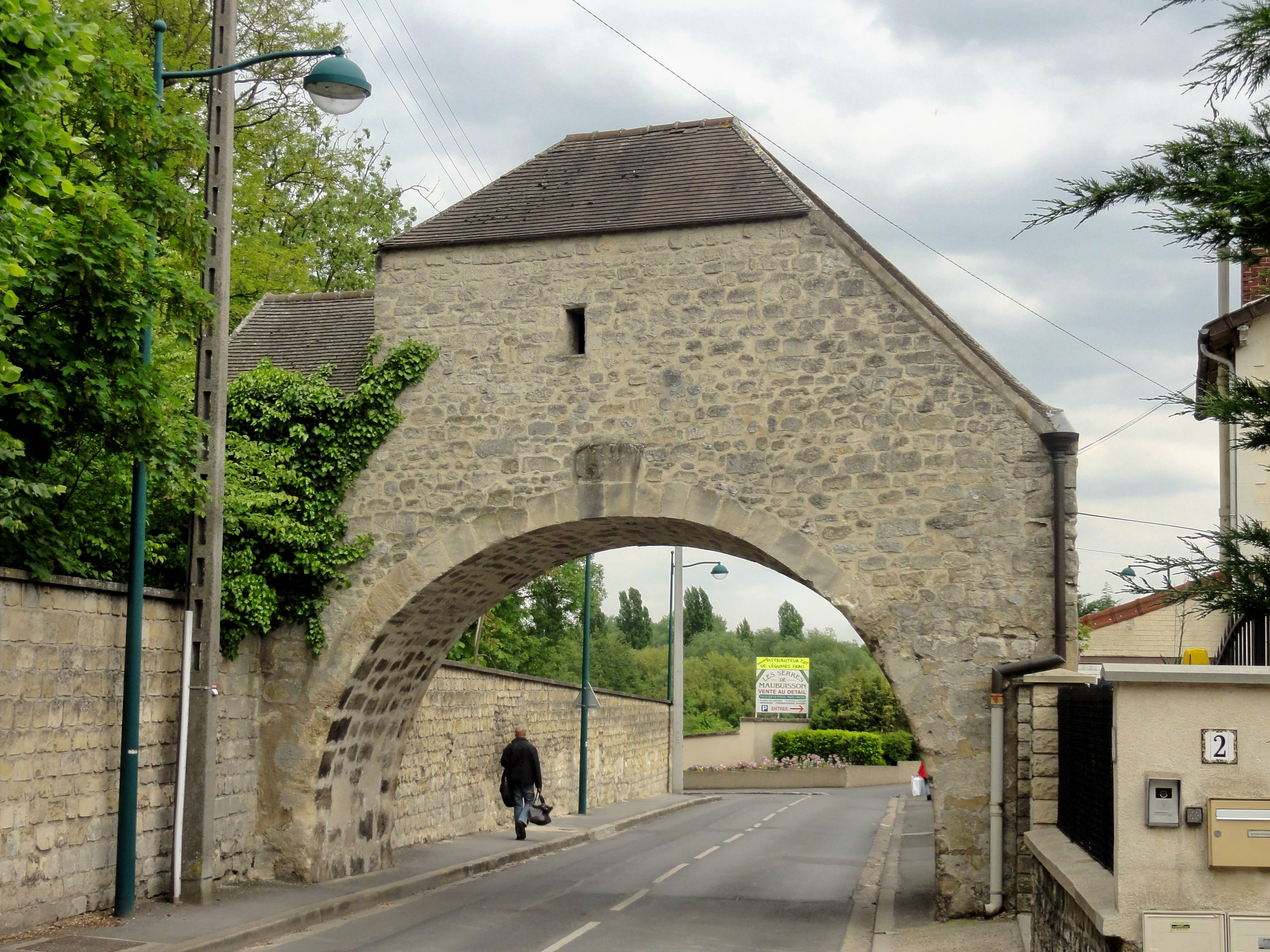
Ponceau sur la chaussée de Maubuisson.
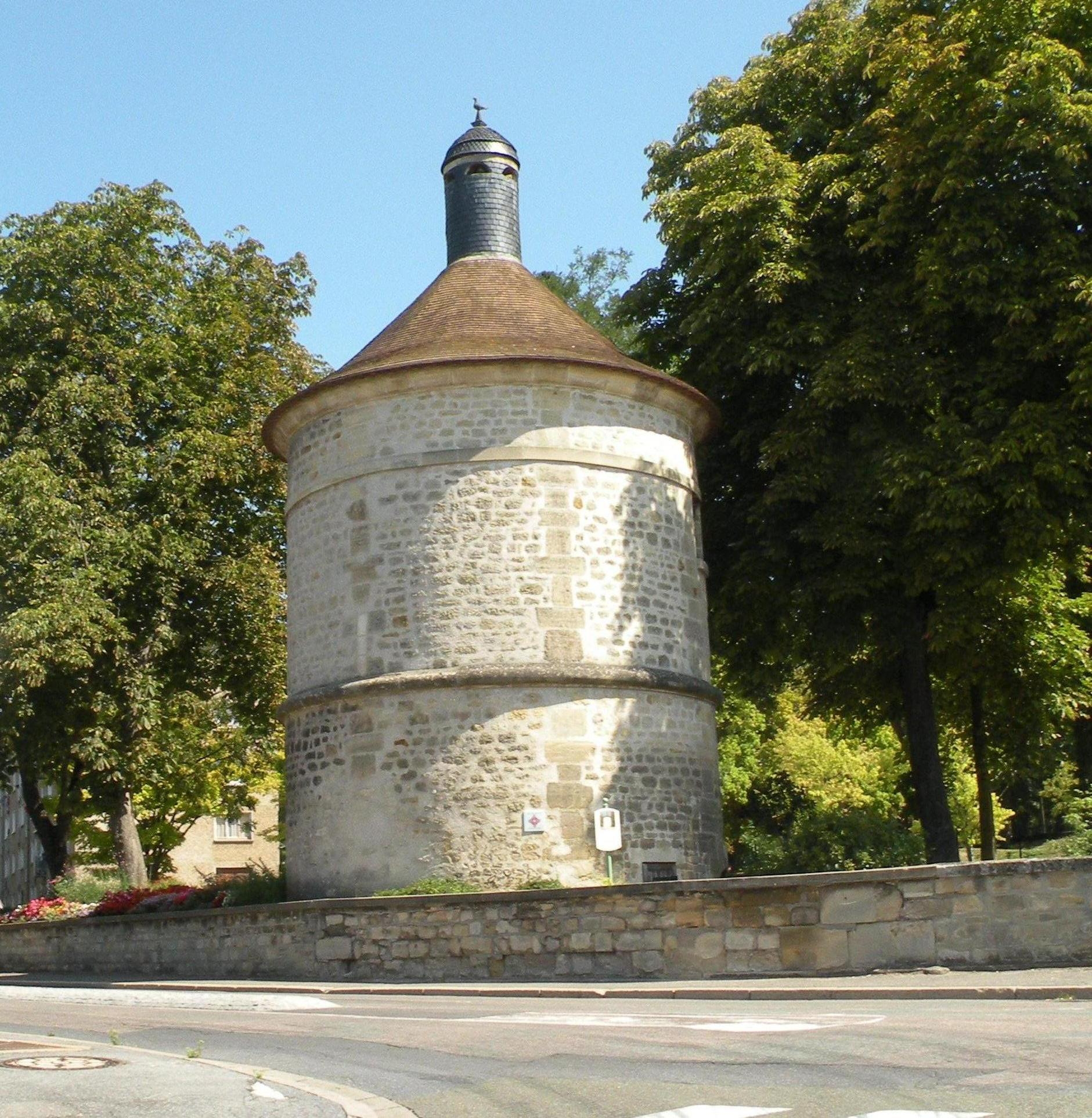
Colombier de l'abbaye.
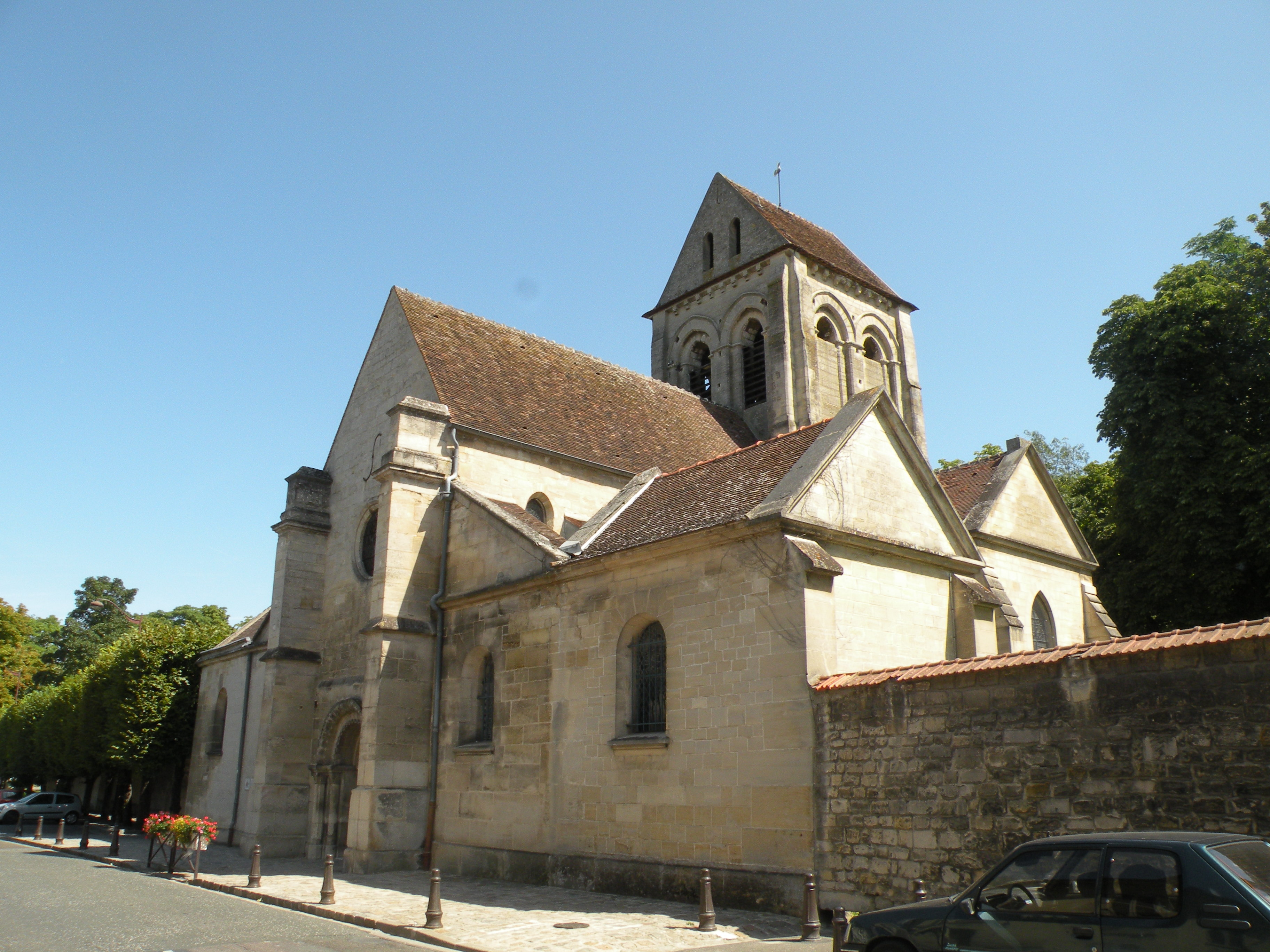
Église Saint-Ouen, façade occidentale.

On peut également citer :

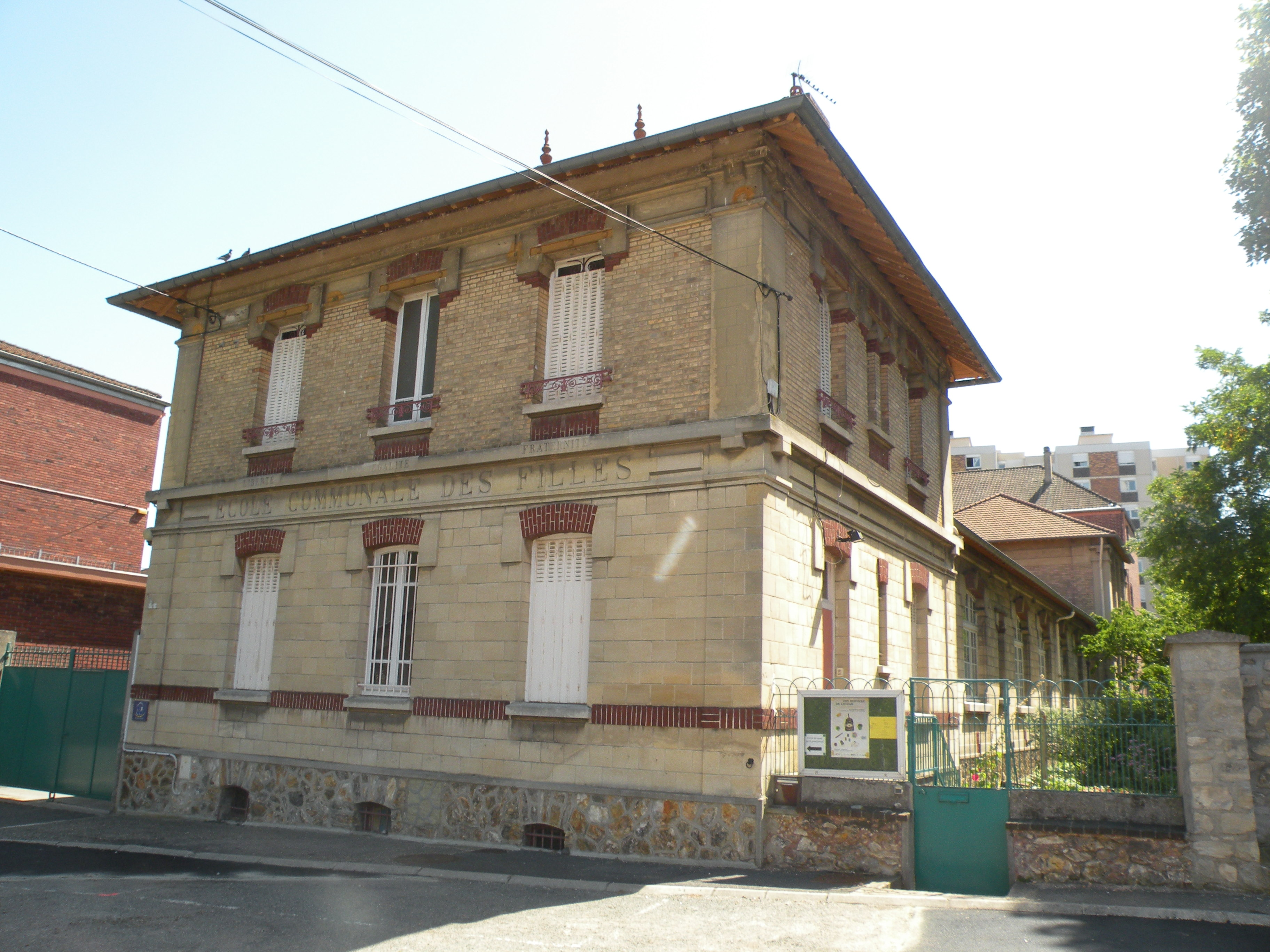
École Matisse

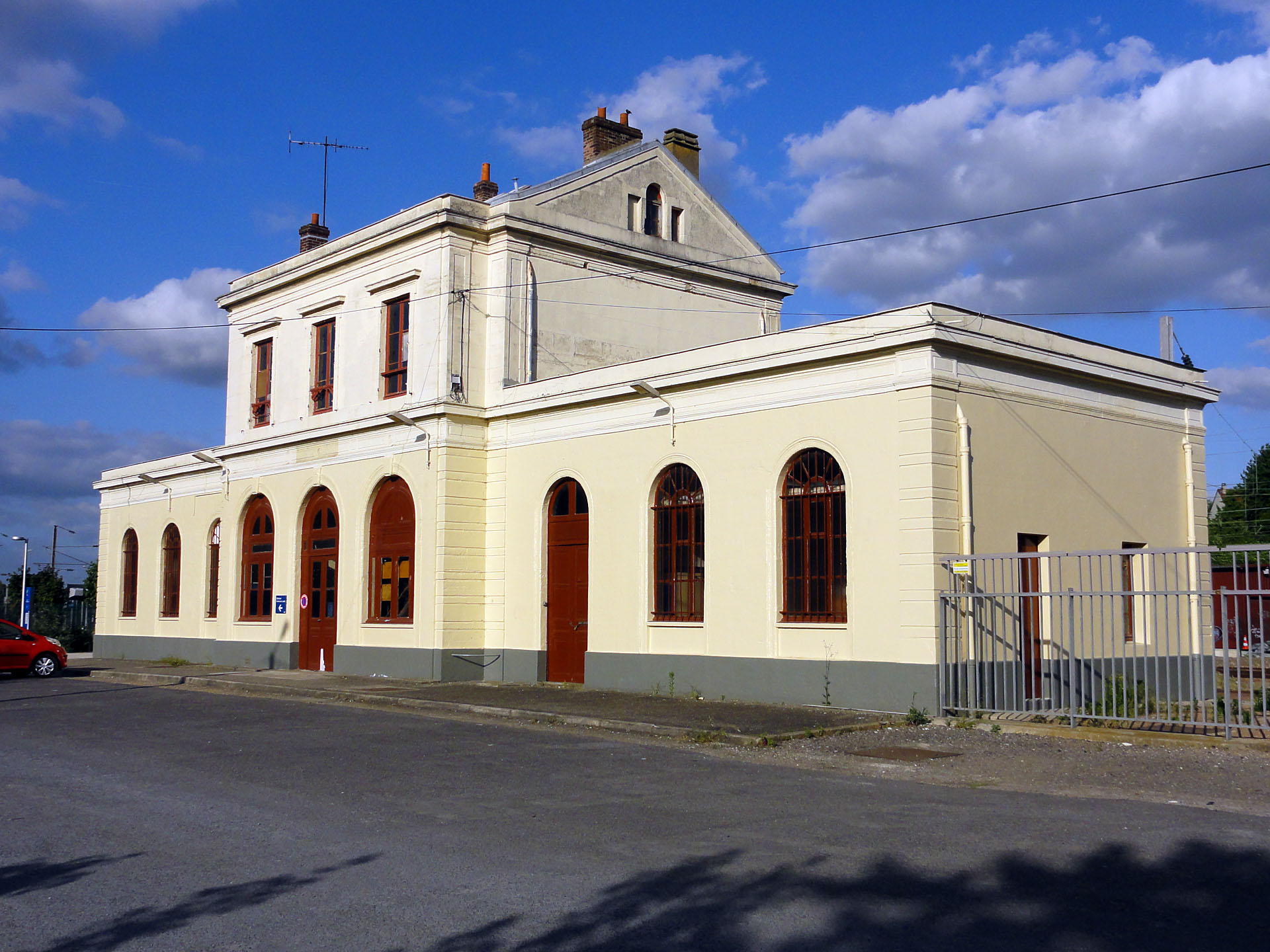
Gare d'Épluches.

- La chapelle Sainte-Thérèse, rue Guy-Sourcis

Elle a été construite entre 1909 et 1913 dans le quartier de la Basse-Aumône, en tant que l'un des premiers bâtiments dans ce nouveau quartier autour de la gare de Saint-Ouen-l'Aumône ouverte en 1863, aujourd'hui remplacée par un ensemble immobilier moderne.
L'implantation de la mairie-école dans ce quartier, appelé à devenir le nouveau centre-ville, est motivée par la proximité de la gare et de la chapelle.
Puis une nouvelle mairie fut construite sur la place du Marché, juste en face de l'ancienne mairie-école. :Toutes deux sont aujourd'hui disparues pour laisser place à l'actuelle place Mendès-France d'un côté, où s'implante le marché deux fois par semaine, et l'ensemble immobilier récent de la place Pierre-Godet.
- Le Monument aux morts

Érigé en 1920 grâce à une souscription publique, il rend hommage aux soldats morts pour la France lors de la Première Guerre mondiale. La face arrière est gravée des noms des victimes de la Seconde Guerre mondiale, dont Waldemar Dombrowski, descendant du général Dombrowski, ancien officier de l'armée russe et général dans l'armée des fédérés pendant la Commune.
- Le château de Maubuisson, sur le domaine de l'abbaye de Maubuisson

Ce bâtiment du XVIIe siècle est l'ancienne maison des hôtes de l'abbaye. Comportant à l'origine un seul étage, il a été rehaussé en 1880, et présente depuis une silhouette irrégulière avec des mansardes de deux formes différentes et une section à trois étages.
Demeure du chocolatier Guérin-Boutron au début du XXe siècle, le château est aujourd'hui occupé par la fondation Rothschild.
- Le bâtiment des voyageurs de la gare d'Épluches, rue de la Gare

Il date de 1846, année d'inauguration de la ligne de Paris-Nord à Lille par Persan-Beaumont et Creil : il a gardé son aspect d'origine.
Jusqu'en 1863, Épluches servait de gare à Pontoise sous le nom de Saint Ouen lès Pontoise, cette dernière ne bénéficiant pas encore d'accès ferroviaire direct.
Nombre de gares, dans la commune et autour, n'ont été ouvertes que postérieurement, et la plupart des bâtiments-voyageurs d'origine ont été remplacés depuis, si bien que la gare d'Épluches, avec le corps principal de celle de Pontoise, constitue aujourd'hui un rare exemple d'architecture ferroviaire du nord parisien et typiquement représentative de la Compagnie des chemins de fer du Nord.

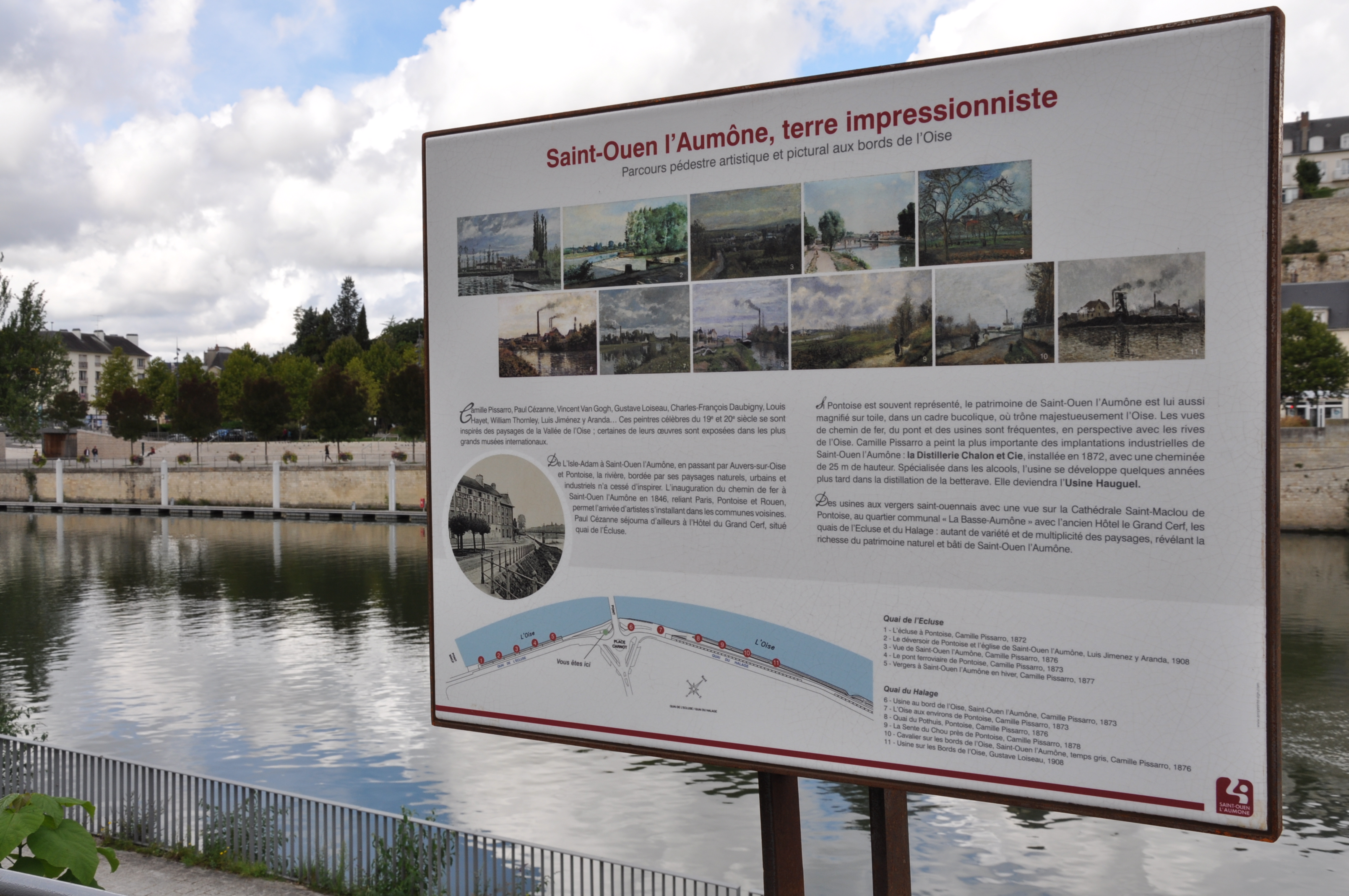
Parcours pédestre pictural sur les impressionnistes situé le long du quai de l’Écluse et du Halage.

- Le « musée » Fontaine

Série de bas-reliefs sculptés dans le calcaire par un habitant de la commune vers 1848, issu d'une famille de vignerons.
- La chapelle Saint-Jean-Baptiste d'Épluches, rue de la Chapelle : édifice de plan rectangulaire d'une grande simplicité architecturale, exception faite du portail occidental comportant des éléments sculptés dans le style classique. La chapelle remonte au XVIe siècle et est peut-être bâtie en contexte avec le château d'Épluches, qui lui est contemporain. Elle a été restaurée en 1879[b 3].
- Le château d'Épluches

À la veille de la révolution, c'était une construction plus importante que le château de Saint-Ouen. Le domaine avait été acquis au XVIIe siècle auprès des religieuses de l'abbaye par le Sieur Jacob, serviteur du roi. Aujourd'hui, le domaine a été réutilisé : des lycées techniques et professionnels ont été construits, et des terrains qui jouxtent le château ont été lotis.
- Parcours pédestre pictural / sur les pas des impressionnistes

Onze reproductions d’œuvres d'artistes impressionnistes ont été implantées par la municipalité depuis septembre 2017 sur les bords de l'Oise, le long des quais de l’Écluse et du Halage. Sous forme de parcours pédestre pictural, elles révèlent la richesse du patrimoine naturel et bâti de Saint-Ouen l'Aumône. Tableaux peints entre 1872 et 1908 par Camille Pissarro, Gustave Loiseau et Luis Jiménez y Aranda.

### Personnalités liées à la commune
- Laurent-Antoine Pagnerre (1805-1854), homme politique né et décédé à Saint-Ouen-l'Aumône, député de Seine-et-Oise.
- Le rappeur Nicolas Salvadori dit  Seth Gueko est originaire de Saint-Ouen-l'Aumône.
- La streameuse et youtubeuse Maghla[pourquoi ?]
- Des footballeurs professionnels ou anciens footballeurs professionnels sont passés ou ont été formés dans le club de la ville, comme Pierre Issa, Pierre Ducrocq, Jimmy Hebert, Éric Rabesandratana, Pierrick Capelle, Aly Ndom, Billal Brahimi, Joe-Loïc Affamah ou  Jérémy Labor (en).

### Héraldique

Logo.

| Blason de Saint-Ouen-l'Aumône | Blason  | Parti : au premier de gueules au château donjonné de trois tourelles d'or, au second d'azur semé de fleurs de lys d'or ; à la crosse du même brochant sur la partition. |
| Blason de Saint-Ouen-l'Aumône | Détails | |